# فهرست خورشیدگرفتگی‌های سده ۷ (پیش از میلاد)
این فهرست شامل خورشیدگرفتگی‌های سدهٔ هفتم پیش از میلاد است که در طی دورهٔ سال ۶۰۱ پیش از میلاد تا ۷۰۰ پیش از میلاد روی داده‌اند. در این دوره، ۲۵۳ خورشیدگرفتگی رخ داد که ۹۶ مورد آن خورشیدگرفتگی جزئی، ۸۷ مورد خورشیدگرفتگی حلقه‌ای، ۶۳ خورشیدگرفتگی کامل و ۷ مورد نیز از نوع خورشیدگرفتگی مرکب بود.
| تاریخ          | زمان بزرگ‌ترین گرفتگی | چرخه ساروس | نوع    | قدر    | دمت زمان            | مکان                                            | مسیر گرفتگی            | ناحیه جغرافیایی | منبع(ها) |
| -------------- | -------------------- | ---------- | ------ | ------ | ------------------- | ----------------------------------------------- | ---------------------- | --------------- | -------- |
| ۱۱ فوریه ۷۰۰   | ۱۶:۵۷:۱۷             | ۵۸         | حلقه‌ای | ۰٫۹۶۵۹ | 02 دقیقه و 11 ثانیه | ۷۸°۳۰′جنوبی ۹۵°۵۴′شرقی / ۷۸٫۵°جنوبی ۹۵٫۹°شرقی   | ۴۰۵ کیلومتر (۲۵۲ مایل) |                 | [ ۱ ]    |
| ۶ اوت ۷۰۰      | ۲۰:۲۷:۲۱             | ۶۳         | کامل   | ۱٫۰۴۱۰ | 02 دقیقه و 38 ثانیه | ۷۰°۰۰′شمالی ۲۱°۲۴′غربی / ۷۰٫۰°شمالی ۲۱٫۴°غربی   | ۲۲۵ کیلومتر (۱۴۰ مایل) |                 | [ ۱ ]    |
| ۲ ژانویه ۶۹۹   | ۰۱:۴۸:۴۳             | ۳۰         | جزئی   | ۰٫۴۳۳۵ | —                   | ۶۶°۰۶′شمالی ۱۱۲°۴۸′غربی / ۶۶٫۱°شمالی ۱۱۲٫۸°غربی | —                      |                 | [ ۱ ]    |
| ۲۸ ژوئن ۶۹۹    | ۰۵:۴۲:۰۸             | ۳۵         | جزئی   | ۰٫۹۳۵۸ | —                   | ۶۵°۲۴′جنوبی ۱۶۶°۱۸′غربی / ۶۵٫۴°جنوبی ۱۶۶٫۳°غربی | —                      |                 | [ ۱ ]    |
| ۲۷ ژوئیه ۶۹۹   | ۱۲:۵۲:۳۱             | ۷۳         | جزئی   | ۰٫۱۰۷۷ | —                   | ۶۸°۰۰′شمالی ۱۲۳°۰۶′غربی / ۶۸٫۰°شمالی ۱۲۳٫۱°غربی | —                      |                 | [ ۱ ]    |
| ۲۲ دسامبر ۶۹۹  | ۰۱:۵۹:۰۶             | ۴۰         | حلقه‌ای | ۰٫۹۳۸۴ | 08 دقیقه و 03 ثانیه | ۱۳°۳۶′شمالی ۱۲۰°۰۰′غربی / ۱۳٫۶°شمالی ۱۲۰٫۰°غربی | ۲۸۷ کیلومتر (۱۷۸ مایل) |                 | [ ۱ ]    |
| ۱۷ ژوئن ۶۹۸    | ۲۰:۲۰:۳۹             | ۴۵         | کامل   | ۱٫۰۲۶۱ | 02 دقیقه و 47 ثانیه | ۵°۰۶′شمالی ۳۹°۱۸′غربی / ۵٫۱°شمالی ۳۹٫۳°غربی     | ۹۳ کیلومتر (۵۸ مایل)   |                 | [ ۱ ]    |
| ۱۱ دسامبر ۶۹۸  | ۰۸:۳۳:۴۴             | ۵۰         | حلقه‌ای | ۰٫۹۹۳۵ | 00 دقیقه و 39 ثانیه | ۲۹°۰۰′جنوبی ۱۳۳°۰۰′شرقی / ۲۹٫۰°جنوبی ۱۳۳٫۰°شرقی | ۲۳ کیلومتر (۱۴ مایل)   |                 | [ ۱ ]    |
| ۶ ژوئن ۶۹۷     | ۰۴:۳۲:۰۰             | ۵۵         | حلقه‌ای | ۰٫۹۷۲۰ | 02 دقیقه و 35 ثانیه | ۴۹°۰۰′شمالی ۱۷۷°۱۸′غربی / ۴۹٫۰°شمالی ۱۷۷٫۳°غربی | ۱۱۴ کیلومتر (۷۱ مایل)  |                 | [ ۱ ]    |
| ۲۹ نوامبر ۶۹۷  | ۲۱:۴۰:۳۲             | ۶۰         | کامل   | ۱٫۰۳۱۸ | 02 دقیقه و 00 ثانیه | ۶۶°۴۸′جنوبی ۹۹°۳۰′غربی / ۶۶٫۸°جنوبی ۹۹٫۵°غربی   | ۱۷۲ کیلومتر (۱۰۷ مایل) |                 | [ ۱ ]    |
| ۲۶ مه ۶۹۶      | ۰۶:۱۸:۵۳             | ۶۵         | جزئی   | ۰٫۵۱۸۲ | —                   | ۶۲°۴۲′شمالی ۳۳°۲۴′شرقی / ۶۲٫۷°شمالی ۳۳٫۴°شرقی   | —                      |                 | [ ۱ ]    |
| ۲۱ اکتبر ۶۹۶   | ۰۲:۱۲:۰۰             | ۳۲         | جزئی   | ۰٫۴۹۱۳ | —                   | ۶۱°۰۰′شمالی ۵۶°۵۴′غربی / ۶۱٫۰°شمالی ۵۶٫۹°غربی   | —                      |                 | [ ۱ ]    |
| ۱۹ نوامبر ۶۹۶  | ۱۳:۲۰:۰۵             | ۷۰         | جزئی   | ۰٫۲۰۷۱ | —                   | ۶۲°۳۰′جنوبی ۶۷°۴۸′غربی / ۶۲٫۵°جنوبی ۶۷٫۸°غربی   | —                      |                 | [ ۱ ]    |
| ۱۵ آوریل ۶۹۵   | ۱۹:۱۹:۴۰             | ۳۷         | حلقه‌ای | ۰٫۹۸۴۴ | 01 دقیقه و 23 ثانیه | ۳۷°۵۴′جنوبی ۲°۰۶′شرقی / ۳۷٫۹°جنوبی ۲٫۱°شرقی     | ۸۷ کیلومتر (۵۴ مایل)   |                 | [ ۱ ]    |
| ۱۰ اکتبر ۶۹۵   | ۱۳:۰۱:۳۹             | ۴۲         | حلقه‌ای | ۰٫۹۷۰۱ | 02 دقیقه و 48 ثانیه | ۲۹°۴۲′شمالی ۸۶°۴۸′شرقی / ۲۹٫۷°شمالی ۸۶٫۸°شرقی   | ۱۳۵ کیلومتر (۸۴ مایل)  |                 | [ ۱ ]    |
| ۵ آوریل ۶۹۴    | ۰۶:۱۶:۲۱             | ۴۷         | کامل   | ۱٫۰۴۴۰ | 03 دقیقه و 49 ثانیه | ۳°۱۲′شمالی ۱۷۰°۳۶′شرقی / ۳٫۲°شمالی ۱۷۰٫۶°شرقی   | ۱۴۷ کیلومتر (۹۱ مایل)  |                 | [ ۱ ]    |
| ۲۹ سپتامبر ۶۹۴ | ۱۶:۴۰:۱۱             | ۵۲         | حلقه‌ای | ۰٫۹۳۲۰ | 07 دقیقه و 44 ثانیه | ۳°۱۸′جنوبی ۱۰°۰۰′شرقی / ۳٫۳°جنوبی ۱۰٫۰°شرقی     | ۲۵۵ کیلومتر (۱۵۸ مایل) |                 | [ ۱ ]    |
| ۲۴ مارس ۶۹۳    | ۲۲:۱۵:۱۰             | ۵۷         | کامل   | ۱٫۰۶۶۴ | 04 دقیقه و 42 ثانیه | ۳۸°۴۸′شمالی ۹۵°۱۸′غربی / ۳۸٫۸°شمالی ۹۵٫۳°غربی   | ۳۱۳ کیلومتر (۱۹۴ مایل) |                 | [ ۱ ]    |
| ۱۷ سپتامبر ۶۹۳ | ۱۶:۰۶:۱۶             | ۶۲         | حلقه‌ای | ۰٫۹۲۵۴ | 07 دقیقه و 27 ثانیه | ۳۸°۵۴′جنوبی ۷°۳۶′غربی / ۳۸٫۹°جنوبی ۷٫۶°غربی     | ۴۳۴ کیلومتر (۲۷۰ مایل) |                 | [ ۱ ]    |
| ۱۳ فوریه ۶۹۲   | ۰۴:۵۸:۲۶             | ۲۹         | جزئی   | ۰٫۶۶۵۲ | —                   | ۶۱°۵۴′جنوبی ۴۴°۳۰′غربی / ۶۱٫۹°جنوبی ۴۴٫۵°غربی   | —                      |                 | [ ۱ ]    |
| ۱۴ مارس ۶۹۲    | ۱۴:۴۸:۰۱             | ۶۷         | جزئی   | ۰٫۱۴۲۲ | —                   | ۶۱°۰۰′شمالی ۳۵°۱۸′غربی / ۶۱٫۰°شمالی ۳۵٫۳°غربی   | —                      |                 | [ ۱ ]    |
| ۸ اوت ۶۹۲      | ۰۶:۲۶:۱۰             | ۳۴         | جزئی   | ۰٫۴۲۰۶ | —                   | ۶۲°۳۶′شمالی ۶۱°۲۴′غربی / ۶۲٫۶°شمالی ۶۱٫۴°غربی   | —                      |                 | [ ۱ ]    |
| ۶ سپتامبر ۶۹۲  | ۱۸:۵۴:۳۲             | ۷۲         | جزئی   | ۰٫۱۸۴۴ | —                   | ۶۱°۰۰′جنوبی ۹۲°۴۲′غربی / ۶۱٫۰°جنوبی ۹۲٫۷°غربی   | —                      |                 | [ ۱ ]    |
| ۲ فوریه ۶۹۱    | ۱۳:۳۶:۰۱             | ۳۹         | حلقه‌ای | ۰٫۹۵۷۳ | 03 دقیقه و 55 ثانیه | ۴۶°۲۴′جنوبی ۷۸°۴۲′شرقی / ۴۶٫۴°جنوبی ۷۸٫۷°شرقی   | ۱۷۸ کیلومتر (۱۱۱ مایل) |                 | [ ۱ ]    |
| ۲۸ ژوئیه ۶۹۱   | ۲۰:۰۹:۱۰             | ۴۴         | کامل   | ۱٫۰۵۸۹ | 04 دقیقه و 11 ثانیه | ۵۱°۳۶′شمالی ۲۳°۵۴′غربی / ۵۱٫۶°شمالی ۲۳٫۹°غربی   | ۲۲۹ کیلومتر (۱۴۲ مایل) |                 | [ ۱ ]    |
| ۲۲ ژانویه ۶۹۰  | ۱۵:۰۴:۰۶             | ۴۹         | حلقه‌ای | ۰٫۹۲۴۸ | 10 دقیقه و 05 ثانیه | ۹°۳۶′جنوبی ۳۷°۵۴′شرقی / ۹٫۶°جنوبی ۳۷٫۹°شرقی     | ۲۹۰ کیلومتر (۱۸۰ مایل) |                 | [ ۱ ]    |
| ۱۸ ژوئیه ۶۹۰   | ۱۳:۰۳:۴۲             | ۵۴         | کامل   | ۱٫۰۷۲۴ | 06 دقیقه و 35 ثانیه | ۱۱°۴۸′شمالی ۶۵°۰۰′شرقی / ۱۱٫۸°شمالی ۶۵٫۰°شرقی   | ۲۴۰ کیلومتر (۱۵۰ مایل) |                 | [ ۱ ]    |
| ۱۱ ژانویه ۶۸۹  | ۱۴:۴۰:۴۴             | ۵۹         | حلقه‌ای | ۰٫۹۲۷۳ | 08 دقیقه و 04 ثانیه | ۴۰°۰۰′شمالی ۳۲°۰۶′شرقی / ۴۰٫۰°شمالی ۳۲٫۱°شرقی   | ۶۲۱ کیلومتر (۳۸۶ مایل) |                 | [ ۱ ]    |
| ۷ ژوئیه ۶۸۹    | ۰۴:۲۹:۰۶             | ۶۴         | کامل   | ۱٫۰۲۳۴ | 01 دقیقه و 53 ثانیه | ۵۰°۱۸′جنوبی ۱۷۷°۰۶′غربی / ۵۰٫۳°جنوبی ۱۷۷٫۱°غربی | ۲۹۹ کیلومتر (۱۸۶ مایل) |                 | [ ۱ ]    |
| ۱ دسامبر ۶۸۹   | ۰۶:۲۴:۲۳             | ۳۱         | جزئی   | ۰٫۴۹۲۲ | —                   | ۶۸°۱۲′جنوبی ۱°۳۰′شرقی / ۶۸٫۲°جنوبی ۱٫۵°شرقی     | —                      |                 | [ ۱ ]    |
| ۳۰ دسامبر ۶۸۹  | ۱۹:۴۰:۳۵             | ۶۹         | جزئی   | ۰٫۰۳۱۵ | —                   | ۶۵°۱۸′شمالی ۴۶°۴۸′غربی / ۶۵٫۳°شمالی ۴۶٫۸°غربی   | —                      |                 | [ ۱ ]    |
| ۲۸ مه ۶۸۸      | ۰۱:۰۸:۵۰             | ۳۶         | حلقه‌ای | ۰٫۹۵۱۳ | 03 دقیقه و 05 ثانیه | ۸۰°۱۸′شمالی ۱۱۲°۲۴′شرقی / ۸۰٫۳°شمالی ۱۱۲٫۴°شرقی | ۷۷۲ کیلومتر (۴۸۰ مایل) |                 | [ ۱ ]    |
| ۲۰ نوامبر ۶۸۸  | ۲۰:۴۲:۲۴             | ۴۱         | کامل   | ۱٫۰۴۱۴ | 03 دقیقه و 01 ثانیه | ۵۳°۰۶′جنوبی ۵۸°۵۴′غربی / ۵۳٫۱°جنوبی ۵۸٫۹°غربی   | ۱۷۰ کیلومتر (۱۱۰ مایل) |                 | [ ۱ ]    |
| ۱۷ مه ۶۸۷      | ۰۲:۰۳:۱۰             | ۴۶         | حلقه‌ای | ۰٫۹۵۰۳ | 05 دقیقه و 59 ثانیه | ۲۹°۲۴′شمالی ۱۳۲°۱۲′غربی / ۲۹٫۴°شمالی ۱۳۲٫۲°غربی | ۱۸۷ کیلومتر (۱۱۶ مایل) |                 | [ ۱ ]    |
| ۱۰ نوامبر ۶۸۷  | ۱۲:۱۳:۵۳             | ۵۱         | کامل   | ۱٫۰۳۲۸ | 03 دقیقه و 10 ثانیه | ۱۰°۲۴′جنوبی ۷۸°۰۰′شرقی / ۱۰٫۴°جنوبی ۷۸٫۰°شرقی   | ۱۱۱ کیلومتر (۶۹ مایل)  |                 | [ ۱ ]    |
| ۶ مه ۶۸۶       | ۰۴:۴۳:۳۷             | ۵۶         | حلقه‌ای | ۰٫۹۷۹۳ | 02 دقیقه و 23 ثانیه | ۱۹°۰۶′جنوبی ۱۶۱°۱۲′غربی / ۱۹٫۱°جنوبی ۱۶۱٫۲°غربی | ۸۸ کیلومتر (۵۵ مایل)   |                 | [ ۱ ]    |
| ۳۱ اکتبر ۶۸۶   | ۰۰:۱۸:۵۷             | ۶۱         | حلقه‌ای | ۰٫۹۷۶۷ | 02 دقیقه و 11 ثانیه | ۴۰°۱۸′شمالی ۸۸°۲۴′غربی / ۴۰٫۳°شمالی ۸۸٫۴°غربی   | ۱۴۰ کیلومتر (۸۷ مایل)  |                 | [ ۱ ]    |
| ۲۶ مارس ۶۸۵    | ۰۵:۴۹:۱۷             | ۲۸         | جزئی   | ۰٫۴۳۴۱ | —                   | ۷۱°۳۶′شمالی ۹۰°۱۲′شرقی / ۷۱٫۶°شمالی ۹۰٫۲°شرقی   | —                      |                 | [ ۱ ]    |
| ۲۴ آوریل ۶۸۵   | ۱۴:۱۸:۱۴             | ۶۶         | جزئی   | ۰٫۴۸۰۴ | —                   | ۷۱°۰۰′جنوبی ۱۰۵°۴۸′شرقی / ۷۱٫۰°جنوبی ۱۰۵٫۸°شرقی | —                      |                 | [ ۱ ]    |
| ۱۹ سپتامبر ۶۸۵ | ۱۱:۳۲:۱۸             | ۳۳         | جزئی   | ۰٫۲۱۰۶ | —                   | ۷۱°۴۲′جنوبی ۱۲°۳۶′شرقی / ۷۱٫۷°جنوبی ۱۲٫۶°شرقی   | —                      |                 | [ ۱ ]    |
| ۱۹ اکتبر ۶۸۵   | ۰۵:۲۶:۰۵             | ۷۱         | جزئی   | ۰٫۰۱۵۸ | —                   | ۷۱°۱۸′شمالی ۱۱۴°۱۸′غربی / ۷۱٫۳°شمالی ۱۱۴٫۳°غربی | —                      |                 | [ ۱ ]    |
| ۱۵ مارس ۶۸۴    | ۲۲:۲۱:۳۶             | ۳۸         | کامل   | ۱٫۰۶۶۵ | 05 دقیقه و 28 ثانیه | ۲۸°۴۲′شمالی ۸۰°۴۲′غربی / ۲۸٫۷°شمالی ۸۰٫۷°غربی   | ۲۶۴ کیلومتر (۱۶۴ مایل) |                 | [ ۱ ]    |
| ۸ سپتامبر ۶۸۴  | ۱۱:۱۵:۱۷             | ۴۳         | حلقه‌ای | ۰٫۹۳۶۱ | 07 دقیقه و 02 ثانیه | ۳۶°۵۴′جنوبی ۷۸°۵۴′شرقی / ۳۶٫۹°جنوبی ۷۸٫۹°شرقی   | ۳۴۸ کیلومتر (۲۱۶ مایل) |                 | [ ۱ ]    |
| ۵ مارس ۶۸۳     | ۱۴:۰۷:۴۹             | ۴۸         | کامل   | ۱٫۰۳۵۶ | 03 دقیقه و 23 ثانیه | ۱۶°۴۸′جنوبی ۵۷°۲۴′شرقی / ۱۶٫۸°جنوبی ۵۷٫۴°شرقی   | ۱۲۱ کیلومتر (۷۵ مایل)  |                 | [ ۱ ]    |
| ۲۸ اوت ۶۸۳     | ۱۶:۰۶:۲۳             | ۵۳         | حلقه‌ای | ۰٫۹۹۱۳ | 00 دقیقه و 57 ثانیه | ۱۳°۴۲′شمالی ۲۲°۰۰′شرقی / ۱۳٫۷°شمالی ۲۲٫۰°شرقی   | ۳۱ کیلومتر (۱۹ مایل)   |                 | [ ۱ ]    |
| ۲۳ فوریه ۶۸۲   | ۰۰:۳۸:۲۶             | ۵۸         | حلقه‌ای | ۰٫۹۶۷۴ | 02 دقیقه و 16 ثانیه | ۷۲°۴۲′جنوبی ۵۱°۱۸′غربی / ۷۲٫۷°جنوبی ۵۱٫۳°غربی   | ۲۹۶ کیلومتر (۱۸۴ مایل) |                 | [ ۱ ]    |
| ۱۸ اوت ۶۸۲     | ۰۴:۱۷:۴۹             | ۶۳         | کامل   | ۱٫۰۴۱۶ | 02 دقیقه و 50 ثانیه | ۶۲°۰۶′شمالی ۱۴۱°۳۶′غربی / ۶۲٫۱°شمالی ۱۴۱٫۶°غربی | ۲۰۷ کیلومتر (۱۲۹ مایل) |                 | [ ۱ ]    |
| ۱۳ ژانویه ۶۸۱  | ۰۹:۳۵:۲۲             | ۳۰         | جزئی   | ۰٫۴۰۶۶ | —                   | ۶۷°۱۲′شمالی ۱۱۸°۴۲′شرقی / ۶۷٫۲°شمالی ۱۱۸٫۷°شرقی | —                      |                 | [ ۱ ]    |
| ۸ ژوئیه ۶۸۱    | ۱۳:۱۲:۰۷             | ۳۵         | جزئی   | ۰٫۸۰۲۵ | —                   | ۶۶°۲۴′جنوبی ۶۹°۳۶′شرقی / ۶۶٫۴°جنوبی ۶۹٫۶°شرقی   | —                      |                 | [ ۱ ]    |
| ۶ اوت ۶۸۱      | ۲۰:۴۲:۱۹             | ۷۳         | جزئی   | ۰٫۲۰۷۹ | —                   | ۶۹°۰۰′شمالی ۱۰۶°۳۶′شرقی / ۶۹٫۰°شمالی ۱۰۶٫۶°شرقی | —                      |                 | [ ۱ ]    |
| ۱ ژانویه ۶۸۰   | ۱۰:۰۴:۵۳             | ۴۰         | حلقه‌ای | ۰٫۹۴۲۳ | 07 دقیقه و 32 ثانیه | ۱۴°۲۴′شمالی ۱۱۵°۴۲′شرقی / ۱۴٫۴°شمالی ۱۱۵٫۷°شرقی | ۲۷۱ کیلومتر (۱۶۸ مایل) |                 | [ ۱ ]    |
| ۲۸ ژوئن ۶۸۰    | ۰۳:۲۷:۱۴             | ۴۵         | کامل   | ۱٫۰۲۰۶ | 02 دقیقه و 16 ثانیه | ۰°۴۸′شمالی ۱۴۷°۳۰′غربی / ۰٫۸°شمالی ۱۴۷٫۵°غربی   | ۷۶ کیلومتر (۴۷ مایل)   |                 | [ ۱ ]    |
| ۲۱ دسامبر ۶۸۰  | ۱۷:۰۷:۵۵             | ۵۰         | حلقه‌ای | ۰٫۹۹۷۷ | 00 دقیقه و 14 ثانیه | ۳۰°۰۰′جنوبی ۵°۱۲′شرقی / ۳۰٫۰°جنوبی ۵٫۲°شرقی     | ۸ کیلومتر (۵٫۰ مایل)   |                 | [ ۱ ]    |
| ۱۷ ژوئن ۶۷۹    | ۱۱:۰۷:۰۳             | ۵۵         | حلقه‌ای | ۰٫۹۶۹۱ | 03 دقیقه و 02 ثانیه | ۴۶°۰۰′شمالی ۸۷°۵۴′شرقی / ۴۶٫۰°شمالی ۸۷٫۹°شرقی   | ۱۲۱ کیلومتر (۷۵ مایل)  |                 | [ ۱ ]    |
| ۱۱ دسامبر ۶۷۹  | ۰۶:۳۱:۵۸             | ۶۰         | کامل   | ۱٫۰۳۳۸ | 02 دقیقه و 06 ثانیه | ۷۰°۳۰′جنوبی ۱۳۲°۱۲′شرقی / ۷۰٫۵°جنوبی ۱۳۲٫۲°شرقی | ۱۸۲ کیلومتر (۱۱۳ مایل) |                 | [ ۱ ]    |
| ۶ ژوئن ۶۷۸     | ۱۲:۳۶:۳۸             | ۶۵         | جزئی   | ۰٫۶۶۸۷ | —                   | ۶۳°۳۰′شمالی ۷۱°۳۶′غربی / ۶۳٫۵°شمالی ۷۱٫۶°غربی   | —                      |                 | [ ۱ ]    |
| ۱ نوامبر ۶۷۸   | ۱۰:۵۲:۳۰             | ۳۲         | جزئی   | ۰٫۴۷۶۲ | —                   | ۶۱°۲۴′شمالی ۱۶۳°۰۰′شرقی / ۶۱٫۴°شمالی ۱۶۳٫۰°شرقی | —                      |                 | [ ۱ ]    |
| ۳۰ نوامبر ۶۷۸  | ۲۲:۱۳:۱۵             | ۷۰         | جزئی   | ۰٫۲۰۴۰ | —                   | ۶۳°۱۸′جنوبی ۱۴۸°۲۴′شرقی / ۶۳٫۳°جنوبی ۱۴۸٫۴°شرقی | —                      |                 | [ ۱ ]    |
| ۲۶ آوریل ۶۷۷   | ۰۲:۱۳:۰۹             | ۳۷         | حلقه‌ای | ۰٫۹۸۷۸ | 01 دقیقه و 04 ثانیه | ۴۱°۱۲′جنوبی ۱۰۰°۳۶′غربی / ۴۱٫۲°جنوبی ۱۰۰٫۶°غربی | ۸۱ کیلومتر (۵۰ مایل)   |                 | [ ۱ ]    |
| ۲۰ اکتبر ۶۷۷   | ۲۱:۱۵:۴۰             | ۴۲         | حلقه‌ای | ۰٫۹۶۴۸ | 03 دقیقه و 27 ثانیه | ۲۶°۴۸′شمالی ۳۹°۱۸′غربی / ۲۶٫۸°شمالی ۳۹٫۳°غربی   | ۱۶۱ کیلومتر (۱۰۰ مایل) |                 | [ ۱ ]    |
| ۱۵ آوریل ۶۷۶   | ۱۳:۴۱:۵۸             | ۴۷         | کامل   | ۱٫۰۴۹۳ | 04 دقیقه و 17 ثانیه | ۴°۰۶′شمالی ۵۸°۴۲′شرقی / ۴٫۱°شمالی ۵۸٫۷°شرقی     | ۱۶۴ کیلومتر (۱۰۲ مایل) |                 | [ ۱ ]    |
| ۱۰ اکتبر ۶۷۶   | ۰۰:۲۴:۵۲             | ۵۲         | حلقه‌ای | ۰٫۹۲۸۲ | 08 دقیقه و 13 ثانیه | ۶°۴۲′جنوبی ۱۰۷°۲۴′غربی / ۶٫۷°جنوبی ۱۰۷٫۴°غربی   | ۲۷۰ کیلومتر (۱۷۰ مایل) |                 | [ ۱ ]    |
| ۵ آوریل ۶۷۵    | ۰۵:۵۸:۴۸             | ۵۷         | کامل   | ۱٫۰۷۰۶ | 04 دقیقه و 58 ثانیه | ۳۹°۰۰′شمالی ۱۴۸°۵۴′شرقی / ۳۹٫۰°شمالی ۱۴۸٫۹°شرقی | ۳۰۶ کیلومتر (۱۹۰ مایل) |                 | [ ۱ ]    |
| ۲۸ سپتامبر ۶۷۵ | ۲۳:۴۱:۰۷             | ۶۲         | حلقه‌ای | ۰٫۹۲۴۳ | 07 دقیقه و 22 ثانیه | ۴۰°۲۴′جنوبی ۱۲۳°۱۸′غربی / ۴۰٫۴°جنوبی ۱۲۳٫۳°غربی | ۴۱۹ کیلومتر (۲۶۰ مایل) |                 | [ ۱ ]    |
| ۲۴ فوریه ۶۷۴   | ۱۲:۵۷:۱۲             | ۲۹         | جزئی   | ۰٫۵۹۴۰ | —                   | ۶۱°۱۸′جنوبی ۱۷۴°۱۸′غربی / ۶۱٫۳°جنوبی ۱۷۴٫۳°غربی | —                      |                 | [ ۱ ]    |
| ۲۵ مارس ۶۷۴    | ۲۲:۳۳:۱۲             | ۶۷         | جزئی   | ۰٫۲۳۲۷ | —                   | ۶۰°۴۸′شمالی ۱۶۱°۳۶′غربی / ۶۰٫۸°شمالی ۱۶۱٫۶°غربی | —                      |                 | [ ۱ ]    |
| ۱۹ اوت ۶۷۴     | ۱۴:۰۲:۱۳             | ۳۴         | جزئی   | ۰٫۳۳۹۸ | —                   | ۶۲°۰۰′شمالی ۱۷۴°۱۲′شرقی / ۶۲٫۰°شمالی ۱۷۴٫۲°شرقی | —                      |                 | [ ۱ ]    |
| ۱۸ سپتامبر ۶۷۴ | ۰۲:۴۱:۲۶             | ۷۲         | جزئی   | ۰٫۲۴۸۰ | —                   | ۶۰°۴۸′جنوبی ۱۴۰°۴۲′شرقی / ۶۰٫۸°جنوبی ۱۴۰٫۷°شرقی | —                      |                 | [ ۱ ]    |
| ۱۳ فوریه ۶۷۳   | ۲۱:۱۸:۰۹             | ۳۹         | حلقه‌ای | ۰٫۹۵۷۳ | 03 دقیقه و 54 ثانیه | ۴۴°۳۰′جنوبی ۳۵°۰۶′غربی / ۴۴٫۵°جنوبی ۳۵٫۱°غربی   | ۱۸۲ کیلومتر (۱۱۳ مایل) |                 | [ ۱ ]    |
| ۸ اوت ۶۷۳      | ۰۳:۵۶:۳۱             | ۴۴         | کامل   | ۱٫۰۵۷۲ | 03 دقیقه و 59 ثانیه | ۵۱°۲۴′شمالی ۱۳۶°۴۸′غربی / ۵۱٫۴°شمالی ۱۳۶٫۸°غربی | ۲۳۲ کیلومتر (۱۴۴ مایل) |                 | [ ۱ ]    |
| ۱ فوریه ۶۷۲    | ۲۲:۳۶:۲۰             | ۴۹         | حلقه‌ای | ۰٫۹۲۷۱ | 09 دقیقه و 24 ثانیه | ۹°۰۰′جنوبی ۷۶°۰۰′غربی / ۹٫۰°جنوبی ۷۶٫۰°غربی     | ۲۷۸ کیلومتر (۱۷۳ مایل) |                 | [ ۱ ]    |
| ۲۸ ژوئیه ۶۷۲   | ۲۰:۴۶:۰۷             | ۵۴         | کامل   | ۱٫۰۶۸۸ | 06 دقیقه و 07 ثانیه | ۱۳°۳۶′شمالی ۵۱°۰۶′غربی / ۱۳٫۶°شمالی ۵۱٫۱°غربی   | ۲۲۶ کیلومتر (۱۴۰ مایل) |                 | [ ۱ ]    |
| ۲۱ ژانویه ۶۷۱  | ۲۲:۲۹:۳۸             | ۵۹         | حلقه‌ای | ۰٫۹۳۲۳ | 07 دقیقه و 27 ثانیه | ۳۷°۴۸′شمالی ۸۹°۳۰′غربی / ۳۷٫۸°شمالی ۸۹٫۵°غربی   | ۵۲۱ کیلومتر (۳۲۴ مایل) |                 | [ ۱ ]    |
| ۱۸ ژوئیه ۶۷۱   | ۱۱:۴۹:۵۵             | ۶۴         | کامل   | ۱٫۰۲۰۸ | 01 دقیقه و 50 ثانیه | ۴۰°۱۲′جنوبی ۶۹°۳۶′شرقی / ۴۰٫۲°جنوبی ۶۹٫۶°شرقی   | ۱۶۲ کیلومتر (۱۰۱ مایل) |                 | [ ۱ ]    |
| ۱۲ دسامبر ۶۷۱  | ۱۵:۰۵:۴۹             | ۳۱         | جزئی   | ۰٫۴۹۶۳ | —                   | ۶۷°۰۶′جنوبی ۱۴۱°۲۴′غربی / ۶۷٫۱°جنوبی ۱۴۱٫۴°غربی | —                      |                 | [ ۱ ]    |
| ۱۱ ژانویه ۶۷۰  | ۰۳:۵۹:۵۸             | ۶۹         | جزئی   | ۰٫۰۵۵۸ | —                   | ۶۴°۱۸′شمالی ۱۷۷°۱۲′شرقی / ۶۴٫۳°شمالی ۱۷۷٫۲°شرقی | —                      |                 | [ ۱ ]    |
| ۸ ژوئن ۶۷۰     | ۰۷:۳۶:۰۰             | ۳۶         | جزئی   | ۰٫۸۶۹۳ | —                   | ۶۷°۴۲′شمالی ۲۴°۲۴′غربی / ۶۷٫۷°شمالی ۲۴٫۴°غربی   | —                      |                 | [ ۱ ]    |
| ۲ دسامبر ۶۷۰   | ۰۵:۳۶:۰۵             | ۴۱         | کامل   | ۱٫۰۴۲۱ | 03 دقیقه و 01 ثانیه | ۵۶°۱۲′جنوبی ۱۷۰°۴۲′شرقی / ۵۶٫۲°جنوبی ۱۷۰٫۷°شرقی | ۱۷۲ کیلومتر (۱۰۷ مایل) |                 | [ ۱ ]    |
| ۲۷ مه ۶۶۹      | ۰۸:۲۱:۳۰             | ۴۶         | حلقه‌ای | ۰٫۹۵۱۰ | 05 دقیقه و 35 ثانیه | ۳۷°۳۰′شمالی ۱۳۱°۴۲′شرقی / ۳۷٫۵°شمالی ۱۳۱٫۷°شرقی | ۱۸۹ کیلومتر (۱۱۷ مایل) |                 | [ ۱ ]    |
| ۲۰ نوامبر ۶۶۹  | ۲۱:۰۳:۰۰             | ۵۱         | کامل   | ۱٫۰۳۰۳ | 02 دقیقه و 58 ثانیه | ۱۳°۳۶′جنوبی ۵۵°۱۸′غربی / ۱۳٫۶°جنوبی ۵۵٫۳°غربی   | ۱۰۳ کیلومتر (۶۴ مایل)  |                 | [ ۱ ]    |
| ۱۶ مه ۶۶۸      | ۱۱:۲۵:۲۴             | ۵۶         | حلقه‌ای | ۰٫۹۸۴۱ | 01 دقیقه و 54 ثانیه | ۱۰°۴۲′جنوبی ۹۳°۵۴′شرقی / ۱۰٫۷°جنوبی ۹۳٫۹°شرقی   | ۶۴ کیلومتر (۴۰ مایل)   |                 | [ ۱ ]    |
| ۱۰ نوامبر ۶۶۸  | ۰۸:۴۷:۳۶             | ۶۱         | حلقه‌ای | ۰٫۹۷۲۶ | 02 دقیقه و 42 ثانیه | ۳۷°۱۸′شمالی ۱۴۰°۰۰′شرقی / ۳۷٫۳°شمالی ۱۴۰٫۰°شرقی | ۱۶۶ کیلومتر (۱۰۳ مایل) |                 | [ ۱ ]    |
| ۶ آوریل ۶۶۷    | ۱۳:۲۴:۵۷             | ۲۸         | جزئی   | ۰٫۳۲۷۶ | —                   | ۷۱°۳۰′شمالی ۳۸°۴۸′غربی / ۷۱٫۵°شمالی ۳۸٫۸°غربی   | —                      |                 | [ ۱ ]    |
| ۵ مه ۶۶۷       | ۲۱:۳۱:۰۴             | ۶۶         | جزئی   | ۰٫۶۲۱۶ | —                   | ۷۰°۲۴′جنوبی ۱۶°۴۲′غربی / ۷۰٫۴°جنوبی ۱۶٫۷°غربی   | —                      |                 | [ ۱ ]    |
| ۳۰ سپتامبر ۶۶۷ | ۱۹:۰۷:۰۰             | ۳۳         | جزئی   | ۰٫۱۶۷۵ | —                   | ۷۱°۴۸′جنوبی ۱۱۶°۳۰′غربی / ۷۱٫۸°جنوبی ۱۱۶٫۵°غربی | —                      |                 | [ ۱ ]    |
| ۳۰ اکتبر ۶۶۷   | ۱۳:۲۷:۴۸             | ۷۱         | جزئی   | ۰٫۰۲۷۳ | —                   | ۷۰°۴۸′شمالی ۱۱۰°۲۴′شرقی / ۷۰٫۸°شمالی ۱۱۰٫۴°شرقی | —                      |                 | [ ۱ ]    |
| ۲۷ مارس ۶۶۶    | ۰۶:۱۱:۱۳             | ۳۸         | کامل   | ۱٫۰۶۸۱ | 05 دقیقه و 18 ثانیه | ۳۶°۲۴′شمالی ۱۵۷°۰۰′شرقی / ۳۶٫۴°شمالی ۱۵۷٫۰°شرقی | ۲۸۴ کیلومتر (۱۷۶ مایل) |                 | [ ۱ ]    |
| ۱۹ سپتامبر ۶۶۶ | ۱۸:۴۶:۴۵             | ۴۳         | حلقه‌ای | ۰٫۹۳۴۴ | 06 دقیقه و 44 ثانیه | ۴۳°۱۲′جنوبی ۳۹°۱۸′غربی / ۴۳٫۲°جنوبی ۳۹٫۳°غربی   | ۳۷۸ کیلومتر (۲۳۵ مایل) |                 | [ ۱ ]    |
| ۱۵ مارس ۶۶۵    | ۲۱:۵۴:۳۶             | ۴۸         | کامل   | ۱٫۰۳۵۹ | 03 دقیقه و 28 ثانیه | ۱۰°۰۰′جنوبی ۶۲°۰۶′غربی / ۱۰٫۰°جنوبی ۶۲٫۱°غربی   | ۱۲۱ کیلومتر (۷۵ مایل)  |                 | [ ۱ ]    |
| ۷ سپتامبر ۶۶۵  | ۲۳:۵۴:۲۴             | ۵۳         | حلقه‌ای | ۰٫۹۹۱۴ | 00 دقیقه و 57 ثانیه | ۷°۴۲′شمالی ۹۷°۱۸′غربی / ۷٫۷°شمالی ۹۷٫۳°غربی     | ۳۰ کیلومتر (۱۹ مایل)   |                 | [ ۱ ]    |
| ۵ مارس ۶۶۴     | ۰۸:۰۸:۳۷             | ۵۸         | حلقه‌ای | ۰٫۹۶۸۸ | 02 دقیقه و 22 ثانیه | ۶۴°۴۸′جنوبی ۱۷۹°۱۲′شرقی / ۶۴٫۸°جنوبی ۱۷۹٫۲°شرقی | ۲۳۱ کیلومتر (۱۴۴ مایل) |                 | [ ۱ ]    |
| ۲۸ اوت ۶۶۴     | ۱۲:۱۷:۵۲             | ۶۳         | کامل   | ۱٫۰۴۱۶ | 02 دقیقه و 59 ثانیه | ۵۴°۴۲′شمالی ۹۵°۲۴′شرقی / ۵۴٫۷°شمالی ۹۵٫۴°شرقی   | ۱۹۳ کیلومتر (۱۲۰ مایل) |                 | [ ۱ ]    |
| ۲۳ ژانویه ۶۶۳  | ۱۷:۱۵:۵۲             | ۳۰         | جزئی   | ۰٫۳۷۲۰ | —                   | ۶۸°۱۲′شمالی ۸°۵۴′غربی / ۶۸٫۲°شمالی ۸٫۹°غربی     | —                      |                 | [ ۱ ]    |
| ۱۹ ژوئیه ۶۶۳   | ۲۰:۴۶:۱۲             | ۳۵         | جزئی   | ۰٫۶۷۷۴ | —                   | ۶۷°۲۴′جنوبی ۵۶°۰۰′غربی / ۶۷٫۴°جنوبی ۵۶٫۰°غربی   | —                      |                 | [ ۱ ]    |
| ۱۸ اوت ۶۶۳     | ۰۴:۳۸:۳۴             | ۷۳         | جزئی   | ۰٫۲۹۷۲ | —                   | ۶۹°۵۴′شمالی ۲۶°۰۰′غربی / ۶۹٫۹°شمالی ۲۶٫۰°غربی   | —                      |                 | [ ۱ ]    |
| ۱۲ ژانویه ۶۶۲  | ۱۸:۰۷:۱۰             | ۴۰         | حلقه‌ای | ۰٫۹۴۶۶ | 06 دقیقه و 51 ثانیه | ۱۶°۰۶′شمالی ۷°۵۴′غربی / ۱۶٫۱°شمالی ۷٫۹°غربی     | ۲۵۲ کیلومتر (۱۵۷ مایل) |                 | [ ۱ ]    |
| ۹ ژوئیه ۶۶۲    | ۱۰:۳۶:۰۰             | ۴۵         | مرکب   | ۱٫۰۱۴۶ | 01 دقیقه و 38 ثانیه | ۴°۱۸′جنوبی ۱۰۳°۰۶′شرقی / ۴٫۳°جنوبی ۱۰۳٫۱°شرقی   | ۵۶ کیلومتر (۳۵ مایل)   |                 | [ ۱ ]    |
| ۲ ژانویه ۶۶۱   | ۰۱:۳۹:۳۴             | ۵۰         | مرکب   | ۱٫۰۰۲۳ | 00 دقیقه و 14 ثانیه | ۲۹°۴۲′جنوبی ۱۲۱°۵۴′غربی / ۲۹٫۷°جنوبی ۱۲۱٫۹°غربی | ۸ کیلومتر (۵٫۰ مایل)   |                 | [ ۱ ]    |
| ۲۷ ژوئن ۶۶۱    | ۱۷:۴۲:۳۴             | ۵۵         | حلقه‌ای | ۰٫۹۶۵۶ | 03 دقیقه و 35 ثانیه | ۴۲°۰۰′شمالی ۸°۰۰′غربی / ۴۲٫۰°شمالی ۸٫۰°غربی     | ۱۳۱ کیلومتر (۸۱ مایل)  |                 | [ ۱ ]    |
| ۲۱ دسامبر ۶۶۱  | ۱۵:۲۱:۱۵             | ۶۰         | کامل   | ۱٫۰۳۶۴ | 02 دقیقه و 15 ثانیه | ۷۳°۰۶′جنوبی ۹°۱۲′شرقی / ۷۳٫۱°جنوبی ۹٫۲°شرقی     | ۱۹۴ کیلومتر (۱۲۱ مایل) |                 | [ ۱ ]    |
| ۱۶ ژوئن ۶۶۰    | ۱۸:۵۶:۵۳             | ۶۵         | جزئی   | ۰٫۸۱۶۶ | —                   | ۶۴°۲۴′شمالی ۱۷۷°۲۴′غربی / ۶۴٫۴°شمالی ۱۷۷٫۴°غربی | —                      |                 | [ ۱ ]    |
| ۱۱ نوامبر ۶۶۰  | ۱۹:۳۴:۵۲             | ۳۲         | جزئی   | ۰٫۴۶۴۶ | —                   | ۶۱°۵۴′شمالی ۲۲°۱۸′شرقی / ۶۱٫۹°شمالی ۲۲٫۳°شرقی   | —                      |                 | [ ۱ ]    |
| ۱۱ دسامبر ۶۶۰  | ۰۷:۰۳:۴۴             | ۷۰         | جزئی   | ۰٫۲۰۳۸ | —                   | ۶۴°۱۲′جنوبی ۵°۰۰′شرقی / ۶۴٫۲°جنوبی ۵٫۰°شرقی     | —                      |                 | [ ۱ ]    |
| ۷ مه ۶۵۹       | ۰۹:۰۶:۴۱             | ۳۷         | حلقه‌ای | ۰٫۹۹۰۰ | 00 دقیقه و 50 ثانیه | ۴۷°۱۲′جنوبی ۱۵۸°۰۰′شرقی / ۴۷٫۲°جنوبی ۱۵۸٫۰°شرقی | ۹۵ کیلومتر (۵۹ مایل)   |                 | [ ۱ ]    |
| ۱ نوامبر ۶۵۹   | ۰۵:۳۳:۳۵             | ۴۲         | حلقه‌ای | ۰٫۹۶۰۲ | 04 دقیقه و 05 ثانیه | ۲۴°۰۶′شمالی ۱۶۶°۴۲′غربی / ۲۴٫۱°شمالی ۱۶۶٫۷°غربی | ۱۸۵ کیلومتر (۱۱۵ مایل) |                 | [ ۱ ]    |
| ۲۶ آوریل ۶۵۸   | ۲۱:۰۴:۲۳             | ۴۷         | کامل   | ۱٫۰۵۴۰ | 04 دقیقه و 44 ثانیه | ۴°۲۴′شمالی ۵۲°۱۸′غربی / ۴٫۴°شمالی ۵۲٫۳°غربی     | ۱۸۰ کیلومتر (۱۱۰ مایل) |                 | [ ۱ ]    |
| ۲۱ اکتبر ۶۵۸   | ۰۸:۱۵:۳۶             | ۵۲         | حلقه‌ای | ۰٫۹۲۴۹ | 08 دقیقه و 43 ثانیه | ۱۰°۱۸′جنوبی ۱۳۳°۳۶′شرقی / ۱۰٫۳°جنوبی ۱۳۳٫۶°شرقی | ۲۸۳ کیلومتر (۱۷۶ مایل) |                 | [ ۱ ]    |
| ۱۵ آوریل ۶۵۷   | ۱۳:۳۵:۵۶             | ۵۷         | کامل   | ۱٫۰۷۴۱ | 05 دقیقه و 12 ثانیه | ۳۹°۱۸′شمالی ۳۵°۲۴′شرقی / ۳۹٫۳°شمالی ۳۵٫۴°شرقی   | ۲۹۹ کیلومتر (۱۸۶ مایل) |                 | [ ۱ ]    |
| ۹ اکتبر ۶۵۷    | ۰۷:۲۵:۳۲             | ۶۲         | حلقه‌ای | ۰٫۹۲۳۵ | 07 دقیقه و 15 ثانیه | ۴۳°۰۰′جنوبی ۱۱۸°۴۲′شرقی / ۴۳٫۰°جنوبی ۱۱۸٫۷°شرقی | ۴۱۰ کیلومتر (۲۵۰ مایل) |                 | [ ۱ ]    |
| ۶ مارس ۶۵۶     | ۲۰:۴۳:۵۴             | ۲۹         | جزئی   | ۰٫۵۰۵۷ | —                   | ۶۱°۰۰′جنوبی ۵۹°۰۰′شرقی / ۶۱٫۰°جنوبی ۵۹٫۰°شرقی   | —                      |                 | [ ۱ ]    |
| ۵ آوریل ۶۵۶    | ۰۶:۰۸:۲۸             | ۶۷         | جزئی   | ۰٫۳۳۷۷ | —                   | ۶۰°۵۴′شمالی ۷۴°۳۶′شرقی / ۶۰٫۹°شمالی ۷۴٫۶°شرقی   | —                      |                 | [ ۱ ]    |
| ۲۹ اوت ۶۵۶     | ۲۱:۵۰:۰۰             | ۳۴         | جزئی   | ۰٫۲۷۴۲ | —                   | ۶۱°۳۰′شمالی ۴۷°۰۶′شرقی / ۶۱٫۵°شمالی ۴۷٫۱°شرقی   | —                      |                 | [ ۱ ]    |
| ۲۸ سپتامبر ۶۵۶ | ۱۰:۴۰:۱۰             | ۷۲         | جزئی   | ۰٫۲۹۶۸ | —                   | ۶۰°۳۶′جنوبی ۱۱°۱۲′شرقی / ۶۰٫۶°جنوبی ۱۱٫۲°شرقی   | —                      |                 | [ ۱ ]    |
| ۲۴ فوریه ۶۵۵   | ۰۴:۴۸:۴۱             | ۳۹         | حلقه‌ای | ۰٫۹۵۷۲ | 03 دقیقه و 53 ثانیه | ۴۲°۴۲′جنوبی ۱۴۶°۲۴′غربی / ۴۲٫۷°جنوبی ۱۴۶٫۴°غربی | ۱۸۸ کیلومتر (۱۱۷ مایل) |                 | [ ۱ ]    |
| ۱۹ اوت ۶۵۵     | ۱۱:۵۲:۰۶             | ۴۴         | کامل   | ۱٫۰۵۵۱ | 03 دقیقه و 47 ثانیه | ۵۰°۱۸′شمالی ۱۰۷°۱۸′شرقی / ۵۰٫۳°شمالی ۱۰۷٫۳°شرقی | ۲۳۳ کیلومتر (۱۴۵ مایل) |                 | [ ۱ ]    |
| ۱۳ فوریه ۶۵۴   | ۰۵:۵۹:۴۸             | ۴۹         | حلقه‌ای | ۰٫۹۲۹۸ | 08 دقیقه و 43 ثانیه | ۸°۰۶′جنوبی ۱۷۲°۲۴′شرقی / ۸٫۱°جنوبی ۱۷۲٫۴°شرقی   | ۲۶۶ کیلومتر (۱۶۵ مایل) |                 | [ ۱ ]    |
| ۹ اوت ۶۵۴      | ۰۴:۳۴:۱۳             | ۵۴         | کامل   | ۱٫۰۶۴۵ | 05 دقیقه و 37 ثانیه | ۱۴°۱۲′شمالی ۱۶۸°۳۰′غربی / ۱۴٫۲°شمالی ۱۶۸٫۵°غربی | ۲۱۲ کیلومتر (۱۳۲ مایل) |                 | [ ۱ ]    |
| ۲ فوریه ۶۵۳    | ۰۶:۱۲:۰۱             | ۵۹         | حلقه‌ای | ۰٫۹۳۷۸ | 06 دقیقه و 42 ثانیه | ۳۵°۵۴′شمالی ۱۵۱°۱۲′شرقی / ۳۵٫۹°شمالی ۱۵۱٫۲°شرقی | ۴۲۹ کیلومتر (۲۶۷ مایل) |                 | [ ۱ ]    |
| ۲۸ ژوئیه ۶۵۳   | ۱۹:۱۴:۰۸             | ۶۴         | کامل   | ۱٫۰۱۶۶ | 01 دقیقه و 31 ثانیه | ۳۴°۰۶′جنوبی ۴۴°۲۴′غربی / ۳۴٫۱°جنوبی ۴۴٫۴°غربی   | ۱۰۴ کیلومتر (۶۵ مایل)  |                 | [ ۱ ]    |
| ۲۲ دسامبر ۶۵۳  | ۲۳:۴۶:۴۳             | ۳۱         | جزئی   | ۰٫۴۹۸۲ | —                   | ۶۶°۰۶′جنوبی ۷۶°۳۰′شرقی / ۶۶٫۱°جنوبی ۷۶٫۵°شرقی   | —                      |                 | [ ۱ ]    |
| ۲۱ ژانویه ۶۵۲  | ۱۲:۱۴:۴۸             | ۶۹         | جزئی   | ۰٫۰۸۸۱ | —                   | ۶۳°۲۴′شمالی ۴۲°۴۲′شرقی / ۶۳٫۴°شمالی ۴۲٫۷°شرقی   | —                      |                 | [ ۱ ]    |
| ۱۸ ژوئن ۶۵۲    | ۱۴:۰۲:۵۶             | ۳۶         | جزئی   | ۰٫۷۱۹۴ | —                   | ۶۶°۴۲′شمالی ۱۳۳°۱۸′غربی / ۶۶٫۷°شمالی ۱۳۳٫۳°غربی | —                      |                 | [ ۱ ]    |
| ۱۲ دسامبر ۶۵۲  | ۱۴:۲۹:۰۲             | ۴۱         | کامل   | ۱٫۰۴۳۲ | 03 دقیقه و 03 ثانیه | ۵۸°۱۲′جنوبی ۴۱°۵۴′شرقی / ۵۸٫۲°جنوبی ۴۱٫۹°شرقی   | ۱۷۷ کیلومتر (۱۱۰ مایل) |                 | [ ۱ ]    |
| ۷ ژوئن ۶۵۱     | ۱۴:۴۲:۲۰             | ۴۶         | حلقه‌ای | ۰٫۹۵۱۲ | 05 دقیقه و 12 ثانیه | ۴۵°۰۰′شمالی ۳۶°۱۸′شرقی / ۴۵٫۰°شمالی ۳۶٫۳°شرقی   | ۱۹۴ کیلومتر (۱۲۱ مایل) |                 | [ ۱ ]    |
| ۲ دسامبر ۶۵۱   | ۰۵:۵۲:۵۳             | ۵۱         | کامل   | ۱٫۰۲۸۲ | 02 دقیقه و 47 ثانیه | ۱۶°۰۶′جنوبی ۱۷۱°۲۴′شرقی / ۱۶٫۱°جنوبی ۱۷۱٫۴°شرقی | ۹۶ کیلومتر (۶۰ مایل)   |                 | [ ۱ ]    |
| ۲۷ مه ۶۵۰      | ۱۸:۰۸:۲۱             | ۵۶         | حلقه‌ای | ۰٫۹۸۸۴ | 01 دقیقه و 25 ثانیه | ۲°۵۴′جنوبی ۱۰°۳۰′غربی / ۲٫۹°جنوبی ۱۰٫۵°غربی     | ۴۴ کیلومتر (۲۷ مایل)   |                 | [ ۱ ]    |
| ۲۱ نوامبر ۶۵۰  | ۱۷:۱۷:۳۹             | ۶۱         | حلقه‌ای | ۰٫۹۶۹۰ | 03 دقیقه و 11 ثانیه | ۳۴°۵۴′شمالی ۸°۰۶′شرقی / ۳۴٫۹°شمالی ۸٫۱°شرقی     | ۱۸۹ کیلومتر (۱۱۷ مایل) |                 | [ ۱ ]    |
| ۱۶ آوریل ۶۴۹   | ۲۰:۵۶:۳۸             | ۲۸         | جزئی   | ۰٫۲۱۲۸ | —                   | ۷۱°۱۲′شمالی ۱۶۶°۳۶′غربی / ۷۱٫۲°شمالی ۱۶۶٫۶°غربی | —                      |                 | [ ۱ ]    |
| ۱۶ مه ۶۴۹      | ۰۴:۴۳:۱۵             | ۶۶         | جزئی   | ۰٫۷۶۷۵ | —                   | ۶۹°۳۶′جنوبی ۱۳۸°۳۶′غربی / ۶۹٫۶°جنوبی ۱۳۸٫۶°غربی | —                      |                 | [ ۱ ]    |
| ۱۱ اکتبر ۶۴۹   | ۰۲:۴۹:۰۲             | ۳۳         | جزئی   | ۰٫۱۳۵۲ | —                   | ۷۱°۴۲′جنوبی ۱۱۲°۳۶′شرقی / ۷۱٫۷°جنوبی ۱۱۲٫۶°شرقی | —                      |                 | [ ۱ ]    |
| ۹ نوامبر ۶۴۹   | ۲۱:۳۲:۱۷             | ۷۱         | جزئی   | ۰٫۰۳۳۸ | —                   | ۷۰°۰۰′شمالی ۲۵°۰۰′غربی / ۷۰٫۰°شمالی ۲۵٫۰°غربی   | —                      |                 | [ ۱ ]    |
| ۶ آوریل ۶۴۸    | ۱۳:۵۳:۴۷             | ۳۸         | کامل   | ۱٫۰۶۸۹ | 05 دقیقه و 02 ثانیه | ۴۴°۴۸′شمالی ۳۵°۴۸′شرقی / ۴۴٫۸°شمالی ۳۵٫۸°شرقی   | ۳۰۸ کیلومتر (۱۹۱ مایل) |                 | [ ۱ ]    |
| ۳۰ سپتامبر ۶۴۸ | ۰۲:۲۸:۴۶             | ۴۳         | حلقه‌ای | ۰٫۹۳۳۲ | 06 دقیقه و 26 ثانیه | ۴۹°۱۲′جنوبی ۱۶۰°۰۶′غربی / ۴۹٫۲°جنوبی ۱۶۰٫۱°غربی | ۴۰۵ کیلومتر (۲۵۲ مایل) |                 | [ ۱ ]    |
| ۲۷ مارس ۶۴۷    | ۰۵:۳۲:۴۰             | ۴۸         | کامل   | ۱٫۰۳۵۶ | 03 دقیقه و 29 ثانیه | ۲°۳۶′جنوبی ۱۷۹°۴۸′غربی / ۲٫۶°جنوبی ۱۷۹٫۸°غربی   | ۱۲۰ کیلومتر (۷۵ مایل)  |                 | [ ۱ ]    |
| ۱۹ سپتامبر ۶۴۷ | ۰۷:۵۱:۵۴             | ۵۳         | حلقه‌ای | ۰٫۹۹۱۶ | 00 دقیقه و 55 ثانیه | ۱°۵۴′شمالی ۱۴۱°۰۰′شرقی / ۱٫۹°شمالی ۱۴۱٫۰°شرقی   | ۳۰ کیلومتر (۱۹ مایل)   |                 | [ ۱ ]    |
| ۱۶ مارس ۶۴۶    | ۱۵:۲۸:۴۱             | ۵۸         | حلقه‌ای | ۰٫۹۶۹۹ | 02 دقیقه و 29 ثانیه | ۵۶°۱۸′جنوبی ۵۸°۱۲′شرقی / ۵۶٫۳°جنوبی ۵۸٫۲°شرقی   | ۱۹۰ کیلومتر (۱۲۰ مایل) |                 | [ ۱ ]    |
| ۸ سپتامبر ۶۴۶  | ۲۰:۲۶:۴۴             | ۶۳         | کامل   | ۱٫۰۴۱۲ | 03 دقیقه و 06 ثانیه | ۴۷°۵۴′شمالی ۳۰°۰۰′غربی / ۴۷٫۹°شمالی ۳۰٫۰°غربی   | ۱۸۳ کیلومتر (۱۱۴ مایل) |                 | [ ۱ ]    |
| ۴ فوریه ۶۴۵    | ۰۰:۴۶:۱۷             | ۳۰         | جزئی   | ۰٫۳۲۳۶ | —                   | ۶۹°۱۲′شمالی ۱۳۴°۳۰′غربی / ۶۹٫۲°شمالی ۱۳۴٫۵°غربی | —                      |                 | [ ۱ ]    |
| ۳۰ ژوئیه ۶۴۵   | ۰۴:۲۵:۲۳             | ۳۵         | جزئی   | ۰٫۵۶۲۲ | —                   | ۶۸°۲۴′جنوبی ۱۷۶°۴۲′شرقی / ۶۸٫۴°جنوبی ۱۷۶٫۷°شرقی | —                      |                 | [ ۱ ]    |
| ۲۸ اوت ۶۴۵     | ۱۲:۴۳:۰۱             | ۷۳         | جزئی   | ۰٫۳۷۲۹ | —                   | ۷۰°۳۶′شمالی ۱۶۱°۰۶′غربی / ۷۰٫۶°شمالی ۱۶۱٫۱°غربی | —                      |                 | [ ۱ ]    |
| ۲۳ ژانویه ۶۴۴  | ۰۲:۰۲:۰۲             | ۴۰         | حلقه‌ای | ۰٫۹۵۱۵ | 06 دقیقه و 02 ثانیه | ۱۹°۰۶′شمالی ۱۲۹°۵۴′غربی / ۱۹٫۱°شمالی ۱۲۹٫۹°غربی | ۲۳۲ کیلومتر (۱۴۴ مایل) |                 | [ ۱ ]    |
| ۱۹ ژوئیه ۶۴۴   | ۱۷:۴۸:۴۸             | ۴۵         | مرکب   | ۱٫۰۰۸۰ | 00 دقیقه و 54 ثانیه | ۹°۵۴′جنوبی ۷°۵۴′غربی / ۹٫۹°جنوبی ۷٫۹°غربی       | ۳۳ کیلومتر (۲۱ مایل)   |                 | [ ۱ ]    |
| ۱۲ ژانویه ۶۴۳  | ۱۰:۰۵:۲۴             | ۵۰         | مرکب   | ۱٫۰۰۷۵ | 00 دقیقه و 45 ثانیه | ۲۸°۱۲′جنوبی ۱۱۲°۱۲′شرقی / ۲۸٫۲°جنوبی ۱۱۲٫۲°شرقی | ۲۶ کیلومتر (۱۶ مایل)   |                 | [ ۱ ]    |
| ۹ ژوئیه ۶۴۳    | ۰۰:۲۱:۳۸             | ۵۵         | حلقه‌ای | ۰٫۹۶۱۸ | 04 دقیقه و 14 ثانیه | ۳۷°۱۲′شمالی ۱۰۶°۰۶′غربی / ۳۷٫۲°شمالی ۱۰۶٫۱°غربی | ۱۴۳ کیلومتر (۸۹ مایل)  |                 | [ ۱ ]    |
| ۲ ژانویه ۶۴۲   | ۰۰:۰۷:۳۷             | ۶۰         | کامل   | ۱٫۰۳۹۴ | 02 دقیقه و 26 ثانیه | ۷۳°۴۸′جنوبی ۱۰۹°۰۰′غربی / ۷۳٫۸°جنوبی ۱۰۹٫۰°غربی | ۲۰۷ کیلومتر (۱۲۹ مایل) |                 | [ ۱ ]    |
| ۲۸ ژوئن ۶۴۲    | ۰۱:۱۸:۳۵             | ۶۵         | حلقه‌ای | ۰٫۹۶۳۲ | —                   | ۶۵°۱۸′شمالی ۷۶°۰۶′شرقی / ۶۵٫۳°شمالی ۷۶٫۱°شرقی   | —                      |                 | [ ۱ ]    |
| ۲۳ نوامبر ۶۴۲  | ۰۴:۲۰:۱۱             | ۳۲         | جزئی   | ۰٫۴۵۸۰ | —                   | ۶۲°۳۶′شمالی ۱۱۹°۱۸′غربی / ۶۲٫۶°شمالی ۱۱۹٫۳°غربی | —                      |                 | [ ۱ ]    |
| ۲۲ دسامبر ۶۴۲  | ۱۵:۵۳:۱۷             | ۷۰         | جزئی   | ۰٫۲۰۳۹ | —                   | ۶۵°۰۶′جنوبی ۱۳۸°۳۰′غربی / ۶۵٫۱°جنوبی ۱۳۸٫۵°غربی | —                      |                 | [ ۱ ]    |
| ۱۷ مه ۶۴۱      | ۱۵:۵۷:۵۳             | ۳۷         | جزئی   | ۰٫۹۷۴۶ | —                   | ۶۲°۱۸′جنوبی ۷۱°۳۰′شرقی / ۶۲٫۳°جنوبی ۷۱٫۵°شرقی   | —                      |                 | [ ۱ ]    |
| ۱۱ نوامبر ۶۴۱  | ۱۳:۵۵:۱۰             | ۴۲         | حلقه‌ای | ۰٫۹۵۶۳ | 04 دقیقه و 43 ثانیه | ۲۱°۴۲′شمالی ۶۴°۴۸′شرقی / ۲۱٫۷°شمالی ۶۴٫۸°شرقی   | ۲۰۶ کیلومتر (۱۲۸ مایل) |                 | [ ۱ ]    |
| ۷ مه ۶۴۰       | ۰۴:۲۳:۳۳             | ۴۷         | کامل   | ۱٫۰۵۸۰ | 05 دقیقه و 10 ثانیه | ۳°۵۴′شمالی ۱۶۲°۳۰′غربی / ۳٫۹°شمالی ۱۶۲٫۵°غربی   | ۱۹۵ کیلومتر (۱۲۱ مایل) |                 | [ ۱ ]    |
| ۳۱ اکتبر ۶۴۰   | ۱۶:۱۲:۲۴             | ۵۲         | حلقه‌ای | ۰٫۹۲۲۲ | 09 دقیقه و 12 ثانیه | ۱۳°۵۴′جنوبی ۱۳°۱۸′شرقی / ۱۳٫۹°جنوبی ۱۳٫۳°شرقی   | ۲۹۴ کیلومتر (۱۸۳ مایل) |                 | [ ۱ ]    |
| ۲۶ آوریل ۶۳۹   | ۲۱:۰۹:۲۶             | ۵۷         | کامل   | ۱٫۰۷۶۸ | 05 دقیقه و 26 ثانیه | ۳۹°۴۲′شمالی ۷۶°۳۶′غربی / ۳۹٫۷°شمالی ۷۶٫۶°غربی   | ۲۹۳ کیلومتر (۱۸۲ مایل) |                 | [ ۱ ]    |
| ۲۰ اکتبر ۶۳۹   | ۱۵:۱۶:۳۸             | ۶۲         | حلقه‌ای | ۰٫۹۲۳۰ | 07 دقیقه و 08 ثانیه | ۴۶°۱۸′جنوبی ۰°۴۸′غربی / ۴۶٫۳°جنوبی ۰٫۸°غربی     | ۴۰۵ کیلومتر (۲۵۲ مایل) |                 | [ ۱ ]    |
| ۱۸ مارس ۶۳۸    | ۰۴:۲۳:۱۰             | ۲۹         | جزئی   | ۰٫۴۰۷۶ | —                   | ۶۰°۴۲′جنوبی ۶۵°۴۲′غربی / ۶۰٫۷°جنوبی ۶۵٫۷°غربی   | —                      |                 | [ ۱ ]    |
| ۱۶ آوریل ۶۳۸   | ۱۳:۳۸:۲۹             | ۶۷         | جزئی   | ۰٫۴۴۹۹ | —                   | ۶۱°۰۰′شمالی ۴۷°۴۸′غربی / ۶۱٫۰°شمالی ۴۷٫۸°غربی   | —                      |                 | [ ۱ ]    |
| ۱۰ سپتامبر ۶۳۸ | ۰۵:۴۶:۱۸             | ۳۴         | جزئی   | ۰٫۲۱۹۴ | —                   | ۶۱°۰۶′شمالی ۸۱°۵۴′غربی / ۶۱٫۱°شمالی ۸۱٫۹°غربی   | —                      |                 | [ ۱ ]    |
| ۹ اکتبر ۶۳۸    | ۱۸:۴۶:۴۳             | ۷۲         | جزئی   | ۰٫۳۳۶۱ | —                   | ۶۰°۴۲′جنوبی ۱۲۰°۱۸′غربی / ۶۰٫۷°جنوبی ۱۲۰٫۳°غربی | —                      |                 | [ ۱ ]    |
| ۶ مارس ۶۳۷     | ۱۲:۰۸:۵۴             | ۳۹         | حلقه‌ای | ۰٫۹۵۷۱ | 03 دقیقه و 54 ثانیه | ۴۱°۱۲′جنوبی ۱۰۴°۳۰′شرقی / ۴۱٫۲°جنوبی ۱۰۴٫۵°شرقی | ۱۹۶ کیلومتر (۱۲۲ مایل) |                 | [ ۱ ]    |
| ۲۹ اوت ۶۳۷     | ۱۹:۵۵:۵۱             | ۴۴         | کامل   | ۱٫۰۵۲۸ | 03 دقیقه و 36 ثانیه | ۴۸°۱۸′شمالی ۱۲°۰۶′غربی / ۴۸٫۳°شمالی ۱۲٫۱°غربی   | ۲۳۴ کیلومتر (۱۴۵ مایل) |                 | [ ۱ ]    |
| ۲۳ فوریه ۶۳۶   | ۱۳:۱۳:۲۳             | ۴۹         | حلقه‌ای | ۰٫۹۳۲۶ | 08 دقیقه و 05 ثانیه | ۷°۰۰′جنوبی ۶۳°۱۸′شرقی / ۷٫۰°جنوبی ۶۳٫۳°شرقی     | ۲۵۳ کیلومتر (۱۵۷ مایل) |                 | [ ۱ ]    |
| ۱۹ اوت ۶۳۶     | ۱۲:۳۰:۰۵             | ۵۴         | کامل   | ۱٫۰۶۰۰ | 05 دقیقه و 08 ثانیه | ۱۳°۴۲′شمالی ۷۲°۱۲′شرقی / ۱۳٫۷°شمالی ۷۲٫۲°شرقی   | ۱۹۷ کیلومتر (۱۲۲ مایل) |                 | [ ۱ ]    |
| ۱۲ فوریه ۶۳۵   | ۱۳:۴۵:۴۷             | ۵۹         | حلقه‌ای | ۰٫۹۴۳۸ | 05 دقیقه و 55 ثانیه | ۳۴°۱۲′شمالی ۳۴°۵۴′شرقی / ۳۴٫۲°شمالی ۳۴٫۹°شرقی   | ۳۴۸ کیلومتر (۲۱۶ مایل) |                 | [ ۱ ]    |
| ۹ اوت ۶۳۵      | ۰۲:۴۵:۲۹             | ۶۴         | کامل   | ۱٫۰۱۱۷ | 01 دقیقه و 05 ثانیه | ۳۰°۳۰′جنوبی ۱۵۹°۴۸′غربی / ۳۰٫۵°جنوبی ۱۵۹٫۸°غربی | ۶۴ کیلومتر (۴۰ مایل)   |                 | [ ۱ ]    |
| ۳ ژانویه ۶۳۴   | ۰۸:۲۳:۲۱             | ۳۱         | جزئی   | ۰٫۴۹۲۲ | —                   | ۶۵°۰۰′جنوبی ۶۴°۰۶′غربی / ۶۵٫۰°جنوبی ۶۴٫۱°غربی   | —                      |                 | [ ۱ ]    |
| ۱ فوریه ۶۳۴    | ۲۰:۲۲:۴۲             | ۶۹         | جزئی   | ۰٫۱۳۲۲ | —                   | ۶۲°۳۶′شمالی ۸۹°۴۸′غربی / ۶۲٫۶°شمالی ۸۹٫۸°غربی   | —                      |                 | [ ۱ ]    |
| ۲۹ ژوئن ۶۳۴    | ۲۰:۳۱:۴۴             | ۳۶         | جزئی   | ۰٫۵۷۴۵ | —                   | ۶۵°۴۲′شمالی ۱۱۷°۵۴′شرقی / ۶۵٫۷°شمالی ۱۱۷٫۹°شرقی | —                      |                 | [ ۱ ]    |
| ۲۳ دسامبر ۶۳۴  | ۲۳:۱۹:۳۲             | ۴۱         | کامل   | ۱٫۰۴۴۸ | 03 دقیقه و 08 ثانیه | ۵۹°۰۶′جنوبی ۸۵°۱۲′غربی / ۵۹٫۱°جنوبی ۸۵٫۲°غربی   | ۱۸۴ کیلومتر (۱۱۴ مایل) |                 | [ ۱ ]    |
| ۱۷ ژوئن ۶۳۳    | ۲۱:۰۴:۴۷             | ۴۶         | حلقه‌ای | ۰٫۹۵۰۹ | 04 دقیقه و 53 ثانیه | ۵۱°۵۴′شمالی ۵۷°۳۶′غربی / ۵۱٫۹°شمالی ۵۷٫۶°غربی   | ۲۰۵ کیلومتر (۱۲۷ مایل) |                 | [ ۱ ]    |
| ۱۲ دسامبر ۶۳۳  | ۱۴:۴۰:۳۳             | ۵۱         | کامل   | ۱٫۰۲۶۷ | 02 دقیقه و 39 ثانیه | ۱۷°۴۸′جنوبی ۳۹°۰۰′شرقی / ۱۷٫۸°جنوبی ۳۹٫۰°شرقی   | ۹۱ کیلومتر (۵۷ مایل)   |                 | [ ۱ ]    |
| ۷ ژوئن ۶۳۲     | ۰۰:۵۲:۵۴             | ۵۶         | حلقه‌ای | ۰٫۹۹۲۰ | 00 دقیقه و 59 ثانیه | ۴°۰۶′شمالی ۱۱۴°۳۰′غربی / ۴٫۱°شمالی ۱۱۴٫۵°غربی   | ۳۰ کیلومتر (۱۹ مایل)   |                 | [ ۱ ]    |
| ۲ دسامبر ۶۳۲   | ۰۱:۴۸:۰۶             | ۶۱         | حلقه‌ای | ۰٫۹۶۶۲ | 03 دقیقه و 35 ثانیه | ۳۳°۰۰′شمالی ۱۲۴°۰۰′غربی / ۳۳٫۰°شمالی ۱۲۴٫۰°غربی | ۲۰۹ کیلومتر (۱۳۰ مایل) |                 | [ ۱ ]    |
| ۲۸ آوریل ۶۳۱   | ۰۴:۲۳:۵۸             | ۲۸         | جزئی   | ۰٫۰۹۰۱ | —                   | ۷۰°۴۲′شمالی ۶۷°۰۰′شرقی / ۷۰٫۷°شمالی ۶۷٫۰°شرقی   | —                      |                 | [ ۱ ]    |
| ۲۷ مه ۶۳۱      | ۱۱:۵۵:۱۹             | ۶۶         | جزئی   | ۰٫۹۱۶۲ | —                   | ۶۸°۴۲′جنوبی ۱۰۰°۱۲′شرقی / ۶۸٫۷°جنوبی ۱۰۰٫۲°شرقی | —                      |                 | [ ۱ ]    |
| ۲۲ اکتبر ۶۳۱   | ۱۰:۳۷:۵۷             | ۳۳         | جزئی   | ۰٫۱۱۲۴ | —                   | ۷۱°۱۸′جنوبی ۱۹°۴۸′غربی / ۷۱٫۳°جنوبی ۱۹٫۸°غربی   | —                      |                 | [ ۱ ]    |
| ۲۱ نوامبر ۶۳۱  | ۰۵:۳۹:۱۰             | ۷۱         | جزئی   | ۰٫۰۳۶۴ | —                   | ۶۹°۰۶′شمالی ۱۶۰°۱۸′غربی / ۶۹٫۱°شمالی ۱۶۰٫۳°غربی | —                      |                 | [ ۱ ]    |
| ۱۷ آوریل ۶۳۰   | ۲۱:۳۰:۱۲             | ۳۸         | کامل   | ۱٫۰۶۸۹ | 04 دقیقه و 42 ثانیه | ۵۳°۴۸′شمالی ۸۵°۰۰′غربی / ۵۳٫۸°شمالی ۸۵٫۰°غربی   | ۳۴۱ کیلومتر (۲۱۲ مایل) |                 | [ ۱ ]    |
| ۱۱ اکتبر ۶۳۰   | ۱۰:۱۹:۵۱             | ۴۳         | حلقه‌ای | ۰٫۹۳۲۳ | 06 دقیقه و 08 ثانیه | ۵۴°۴۸′جنوبی ۷۷°۰۶′شرقی / ۵۴٫۸°جنوبی ۷۷٫۱°شرقی   | ۴۲۸ کیلومتر (۲۶۶ مایل) |                 | [ ۱ ]    |
| ۶ آوریل ۶۲۹    | ۱۳:۰۱:۱۲             | ۴۸         | کامل   | ۱٫۰۳۴۹ | 03 دقیقه و 26 ثانیه | ۵°۰۰′شمالی ۶۴°۴۲′شرقی / ۵٫۰°شمالی ۶۴٫۷°شرقی     | ۱۱۸ کیلومتر (۷۳ مایل)  |                 | [ ۱ ]    |
| ۲۹ سپتامبر ۶۲۹ | ۱۵:۵۹:۳۴             | ۵۳         | حلقه‌ای | ۰٫۹۹۱۹ | 00 دقیقه و 52 ثانیه | ۳°۴۸′جنوبی ۱۶°۴۲′شرقی / ۳٫۸°جنوبی ۱۶٫۷°شرقی     | ۲۹ کیلومتر (۱۸ مایل)   |                 | [ ۱ ]    |
| ۲۶ مارس ۶۲۸    | ۲۲:۳۸:۴۸             | ۵۸         | حلقه‌ای | ۰٫۹۷۰۹ | 02 دقیقه و 38 ثانیه | ۴۷°۳۰′جنوبی ۵۷°۳۶′غربی / ۴۷٫۵°جنوبی ۵۷٫۶°غربی   | ۱۶۱ کیلومتر (۱۰۰ مایل) |                 | [ ۱ ]    |
| ۱۹ سپتامبر ۶۲۸ | ۰۴:۴۴:۱۸             | ۶۳         | کامل   | ۱٫۰۴۰۵ | 03 دقیقه و 11 ثانیه | ۴۱°۳۰′شمالی ۱۵۷°۴۲′غربی / ۴۱٫۵°شمالی ۱۵۷٫۷°غربی | ۱۷۴ کیلومتر (۱۰۸ مایل) |                 | [ ۱ ]    |
| ۱۴ فوریه ۶۲۷   | ۰۸:۰۹:۰۵             | ۳۰         | جزئی   | ۰٫۲۶۴۸ | —                   | ۷۰°۰۶′شمالی ۱۰۱°۰۶′شرقی / ۷۰٫۱°شمالی ۱۰۱٫۱°شرقی | —                      |                 | [ ۱ ]    |
| ۱۶ مارس ۶۲۷    | ۰۱:۰۵:۵۵             | ۶۸         | جزئی   | ۰٫۰۴۲۲ | —                   | ۷۱°۳۶′جنوبی ۹°۴۲′غربی / ۷۱٫۶°جنوبی ۹٫۷°غربی     | —                      |                 | [ ۱ ]    |
| ۱۰ اوت ۶۲۷     | ۱۲:۱۱:۰۰             | ۳۵         | جزئی   | ۰٫۴۵۹۱ | —                   | ۶۹°۱۸′جنوبی ۴۷°۱۲′شرقی / ۶۹٫۳°جنوبی ۴۷٫۲°شرقی   | —                      |                 | [ ۱ ]    |
| ۸ سپتامبر ۶۲۷  | ۲۰:۵۵:۰۶             | ۷۳         | جزئی   | ۰٫۴۳۵۷ | —                   | ۷۱°۱۲′شمالی ۶۱°۱۸′شرقی / ۷۱٫۲°شمالی ۶۱٫۳°شرقی   | —                      |                 | [ ۱ ]    |
| ۳ فوریه ۶۲۶    | ۰۹:۵۲:۰۴             | ۴۰         | حلقه‌ای | ۰٫۹۵۶۷ | 05 دقیقه و 09 ثانیه | ۲۳°۰۰′شمالی ۱۰۸°۵۴′شرقی / ۲۳٫۰°شمالی ۱۰۸٫۹°شرقی | ۲۱۱ کیلومتر (۱۳۱ مایل) |                 | [ ۱ ]    |
| ۳۱ ژوئیه ۶۲۶   | ۰۱:۰۵:۱۲             | ۴۵         | مرکب   | ۱٫۰۰۱۱ | 00 دقیقه و 07 ثانیه | ۱۶°۰۶′جنوبی ۱۲۰°۳۰′غربی / ۱۶٫۱°جنوبی ۱۲۰٫۵°غربی | ۵ کیلومتر (۳٫۱ مایل)   |                 | [ ۱ ]    |
| ۲۳ ژانویه ۶۲۵  | ۱۸:۲۶:۵۸             | ۵۰         | مرکب   | ۱٫۰۱۳۱ | 01 دقیقه و 18 ثانیه | ۲۵°۳۰′جنوبی ۱۳°۰۶′غربی / ۲۵٫۵°جنوبی ۱۳٫۱°غربی   | ۴۵ کیلومتر (۲۸ مایل)   |                 | [ ۱ ]    |
| ۱۹ ژوئیه ۶۲۵   | ۰۷:۰۴:۴۴             | ۵۵         | حلقه‌ای | ۰٫۹۵۷۵ | 04 دقیقه و 59 ثانیه | ۳۱°۴۸′شمالی ۱۵۳°۳۶′شرقی / ۳۱٫۸°شمالی ۱۵۳٫۶°شرقی | ۱۵۷ کیلومتر (۹۸ مایل)  |                 | [ ۱ ]    |
| ۱۲ ژانویه ۶۲۴  | ۰۸:۴۷:۵۳             | ۶۰         | کامل   | ۱٫۰۴۲۸ | 02 دقیقه و 41 ثانیه | ۷۲°۰۶′جنوبی ۱۳۳°۴۲′شرقی / ۷۲٫۱°جنوبی ۱۳۳٫۷°شرقی | ۲۲۰ کیلومتر (۱۴۰ مایل) |                 | [ ۱ ]    |
| ۸ ژوئیه ۶۲۴    | ۰۷:۴۶:۴۸             | ۶۵         | حلقه‌ای | ۰٫۹۳۷۵ | 04 دقیقه و 17 ثانیه | ۸۷°۵۴′شمالی ۳۵°۱۲′شرقی / ۸۷٫۹°شمالی ۳۵٫۲°شرقی   | ۵۹۹ کیلومتر (۳۷۲ مایل) |                 | [ ۱ ]    |
| ۳ دسامبر ۶۲۴   | ۱۳:۰۴:۲۶             | ۳۲         | جزئی   | ۰٫۴۵۱۳ | —                   | ۶۳°۳۰′شمالی ۹۹°۱۲′شرقی / ۶۳٫۵°شمالی ۹۹٫۲°شرقی   | —                      |                 | [ ۱ ]    |
| ۲ ژانویه ۶۲۳   | ۰۰:۳۷:۲۹             | ۷۰         | جزئی   | ۰٫۲۰۹۸ | —                   | ۶۶°۱۲′جنوبی ۷۹°۰۰′شرقی / ۶۶٫۲°جنوبی ۷۹٫۰°شرقی   | —                      |                 | [ ۱ ]    |
| ۲۸ مه ۶۲۳      | ۲۲:۵۱:۳۶             | ۳۷         | جزئی   | ۰٫۸۳۹۷ | —                   | ۶۳°۰۰′جنوبی ۴۲°۲۴′غربی / ۶۳٫۰°جنوبی ۴۲٫۴°غربی   | —                      |                 | [ ۱ ]    |
| ۲۲ نوامبر ۶۲۳  | ۲۲:۱۶:۴۰             | ۴۲         | حلقه‌ای | ۰٫۹۵۳۰ | 05 دقیقه و 19 ثانیه | ۱۹°۴۸′شمالی ۶۳°۴۲′غربی / ۱۹٫۸°شمالی ۶۳٫۷°غربی   | ۲۲۴ کیلومتر (۱۳۹ مایل) |                 | [ ۱ ]    |
| ۱۸ مه ۶۲۲      | ۱۱:۴۲:۱۱             | ۴۷         | کامل   | ۱٫۰۶۱۳ | 05 دقیقه و 34 ثانیه | ۲°۴۲′شمالی ۸۷°۱۸′شرقی / ۲٫۷°شمالی ۸۷٫۳°شرقی     | ۲۰۹ کیلومتر (۱۳۰ مایل) |                 | [ ۱ ]    |
| ۱۲ نوامبر ۶۲۲  | ۰۰:۱۲:۳۰             | ۵۲         | حلقه‌ای | ۰٫۹۲۰۲ | 09 دقیقه و 40 ثانیه | ۱۷°۱۸′جنوبی ۱۰۷°۳۶′غربی / ۱۷٫۳°جنوبی ۱۰۷٫۶°غربی | ۳۰۲ کیلومتر (۱۸۸ مایل) |                 | [ ۱ ]    |
| ۷ مه ۶۲۱       | ۰۴:۳۷:۲۱             | ۵۷         | کامل   | ۱٫۰۷۸۷ | 05 دقیقه و 40 ثانیه | ۳۹°۴۲′شمالی ۱۷۳°۱۸′شرقی / ۳۹٫۷°شمالی ۱۷۳٫۳°شرقی | ۲۸۶ کیلومتر (۱۷۸ مایل) |                 | [ ۱ ]    |
| ۳۰ اکتبر ۶۲۱   | ۲۳:۱۵:۳۴             | ۶۲         | حلقه‌ای | ۰٫۹۲۳۰ | 06 دقیقه و 58 ثانیه | ۵۰°۰۰′جنوبی ۱۲۱°۴۸′غربی / ۵۰٫۰°جنوبی ۱۲۱٫۸°غربی | ۴۰۰ کیلومتر (۲۵۰ مایل) |                 | [ ۱ ]    |
| ۲۸ مارس ۶۲۰    | ۱۱:۵۱:۱۵             | ۲۹         | جزئی   | ۰٫۲۹۵۰ | —                   | ۶۰°۴۲′جنوبی ۱۷۲°۲۴′شرقی / ۶۰٫۷°جنوبی ۱۷۲٫۴°شرقی | —                      |                 | [ ۱ ]    |
| ۲۶ آوریل ۶۲۰   | ۲۱:۰۰:۴۹             | ۶۷         | جزئی   | ۰٫۵۷۲۲ | —                   | ۶۱°۲۴′شمالی ۱۶۸°۲۴′غربی / ۶۱٫۴°شمالی ۱۶۸٫۴°غربی | —                      |                 | [ ۱ ]    |
| ۲۰ سپتامبر ۶۲۰ | ۱۳:۵۳:۲۷             | ۳۴         | جزئی   | ۰٫۱۷۹۱ | —                   | ۶۰°۵۴′شمالی ۱۴۶°۱۸′شرقی / ۶۰٫۹°شمالی ۱۴۶٫۳°شرقی | —                      |                 | [ ۱ ]    |
| ۲۰ اکتبر ۶۲۰   | ۰۳:۰۲:۰۹             | ۷۲         | جزئی   | ۰٫۳۶۳۷ | —                   | ۶۰°۵۴′جنوبی ۱۰۶°۰۰′شرقی / ۶۰٫۹°جنوبی ۱۰۶٫۰°شرقی | —                      |                 | [ ۱ ]    |
| ۱۷ مارس ۶۱۹    | ۱۹:۱۸:۰۶             | ۳۹         | حلقه‌ای | ۰٫۹۵۶۷ | 03 دقیقه و 57 ثانیه | ۴۰°۳۰′جنوبی ۲°۰۰′غربی / ۴۰٫۵°جنوبی ۲٫۰°غربی     | ۲۱۱ کیلومتر (۱۳۱ مایل) |                 | [ ۱ ]    |
| ۱۰ سپتامبر ۶۱۹ | ۰۴:۰۹:۰۸             | ۴۴         | کامل   | ۱٫۰۵۰۳ | 03 دقیقه و 28 ثانیه | ۴۵°۵۴′شمالی ۱۳۵°۱۸′غربی / ۴۵٫۹°شمالی ۱۳۵٫۳°غربی | ۲۳۲ کیلومتر (۱۴۴ مایل) |                 | [ ۱ ]    |
| ۶ مارس ۶۱۸     | ۲۰:۱۷:۴۳             | ۴۹         | حلقه‌ای | ۰٫۹۳۵۷ | 07 دقیقه و 30 ثانیه | ۵°۴۲′جنوبی ۴۳°۱۸′غربی / ۵٫۷°جنوبی ۴۳٫۳°غربی     | ۲۴۰ کیلومتر (۱۵۰ مایل) |                 | [ ۱ ]    |
| ۳۰ اوت ۶۱۸     | ۲۰:۳۲:۳۱             | ۵۴         | کامل   | ۱٫۰۵۵۱ | 04 دقیقه و 39 ثانیه | ۱۲°۱۸′شمالی ۴۸°۵۴′غربی / ۱۲٫۳°شمالی ۴۸٫۹°غربی   | ۱۸۲ کیلومتر (۱۱۳ مایل) |                 | [ ۱ ]    |
| ۲۳ فوریه ۶۱۷   | ۲۱:۱۲:۳۹             | ۵۹         | حلقه‌ای | ۰٫۹۵۰۱ | 05 دقیقه و 06 ثانیه | ۳۳°۰۰′شمالی ۷۹°۰۰′غربی / ۳۳٫۰°شمالی ۷۹٫۰°غربی   | ۲۸۰ کیلومتر (۱۷۰ مایل) |                 | [ ۱ ]    |
| ۱۹ اوت ۶۱۷     | ۱۰:۲۲:۴۰             | ۶۴         | مرکب   | ۱٫۰۰۶۲ | 00 دقیقه و 34 ثانیه | ۲۸°۳۶′جنوبی ۸۳°۳۶′شرقی / ۲۸٫۶°جنوبی ۸۳٫۶°شرقی   | ۳۱ کیلومتر (۱۹ مایل)   |                 | [ ۱ ]    |
| ۱۳ ژانویه ۶۱۶  | ۱۶:۵۵:۳۷             | ۳۱         | جزئی   | ۰٫۴۷۸۴ | —                   | ۶۴°۰۶′جنوبی ۱۵۶°۴۸′شرقی / ۶۴٫۱°جنوبی ۱۵۶٫۸°شرقی | —                      |                 | [ ۱ ]    |
| ۱۲ فوریه ۶۱۶   | ۰۴:۲۳:۳۹             | ۶۹         | جزئی   | ۰٫۱۸۸۴ | —                   | ۶۱°۵۴′شمالی ۱۳۹°۴۲′شرقی / ۶۱٫۹°شمالی ۱۳۹٫۷°شرقی | —                      |                 | [ ۱ ]    |
| ۱۰ ژوئیه ۶۱۶   | ۰۳:۰۴:۰۲             | ۳۶         | جزئی   | ۰٫۴۳۷۲ | —                   | ۶۴°۴۲′شمالی ۸°۴۲′شرقی / ۶۴٫۷°شمالی ۸٫۷°شرقی     | —                      |                 | [ ۱ ]    |
| ۸ اوت ۶۱۶      | ۱۷:۴۵:۱۷             | ۷۴         | جزئی   | ۰٫۰۳۱۴ | —                   | ۶۲°۳۰′جنوبی ۵۷°۰۰′غربی / ۶۲٫۵°جنوبی ۵۷٫۰°غربی   | —                      |                 | [ ۱ ]    |
| ۳ ژانویه ۶۱۵   | ۰۸:۰۶:۴۵             | ۴۱         | کامل   | ۱٫۰۴۶۷ | 03 دقیقه و 13 ثانیه | ۵۸°۵۴′جنوبی ۱۴۸°۴۲′شرقی / ۵۸٫۹°جنوبی ۱۴۸٫۷°شرقی | ۱۹۲ کیلومتر (۱۱۹ مایل) |                 | [ ۱ ]    |
| ۲۹ ژوئن ۶۱۵    | ۰۳:۳۱:۲۵             | ۴۶         | حلقه‌ای | ۰٫۹۵۰۳ | 04 دقیقه و 37 ثانیه | ۵۷°۴۸′شمالی ۱۴۹°۴۸′غربی / ۵۷٫۸°شمالی ۱۴۹٫۸°غربی | ۲۲۱ کیلومتر (۱۳۷ مایل) |                 | [ ۱ ]    |
| ۲۳ دسامبر ۶۱۵  | ۲۳:۲۵:۳۵             | ۵۱         | کامل   | ۱٫۰۲۵۶ | 02 دقیقه و 32 ثانیه | ۱۸°۴۸′جنوبی ۹۲°۳۰′غربی / ۱۸٫۸°جنوبی ۹۲٫۵°غربی   | ۸۷ کیلومتر (۵۴ مایل)   |                 | [ ۱ ]    |
| ۱۸ ژوئن ۶۱۴    | ۰۷:۴۱:۲۲             | ۵۶         | حلقه‌ای | ۰٫۹۹۵۱ | 00 دقیقه و 35 ثانیه | ۱۰°۱۸′شمالی ۱۴۱°۲۴′شرقی / ۱۰٫۳°شمالی ۱۴۱٫۴°شرقی | ۱۸ کیلومتر (۱۱ مایل)   |                 | [ ۱ ]    |
| ۱۳ دسامبر ۶۱۴  | ۱۰:۱۶:۰۳             | ۶۱         | حلقه‌ای | ۰٫۹۶۳۸ | 03 دقیقه و 55 ثانیه | ۳۱°۴۲′شمالی ۱۰۴°۳۶′شرقی / ۳۱٫۷°شمالی ۱۰۴٫۶°شرقی | ۲۲۵ کیلومتر (۱۴۰ مایل) |                 | [ ۱ ]    |
| ۶ ژوئن ۶۱۳     | ۱۹:۰۸:۱۸             | ۶۶         | کامل   | ۱٫۰۳۷۹ | 02 دقیقه و 52 ثانیه | ۵۴°۴۸′جنوبی ۲۴°۲۴′غربی / ۵۴٫۸°جنوبی ۲۴٫۴°غربی   | ۵۵۸ کیلومتر (۳۴۷ مایل) |                 | [ ۱ ]    |
| ۱ نوامبر ۶۱۳   | ۱۸:۳۲:۰۵             | ۳۳         | جزئی   | ۰٫۰۹۷۰ | —                   | ۷۰°۴۲′جنوبی ۱۵۳°۰۰′غربی / ۷۰٫۷°جنوبی ۱۵۳٫۰°غربی | —                      |                 | [ ۱ ]    |
| ۱ دسامبر ۶۱۳   | ۱۳:۴۵:۲۹             | ۷۱         | جزئی   | ۰٫۰۳۸۸ | —                   | ۶۸°۰۶′شمالی ۶۵°۰۶′شرقی / ۶۸٫۱°شمالی ۶۵٫۱°شرقی   | —                      |                 | [ ۱ ]    |
| ۲۸ آوریل ۶۱۲   | ۰۵:۰۱:۵۱             | ۳۸         | کامل   | ۱٫۰۶۷۸ | 04 دقیقه و 16 ثانیه | ۶۳°۳۶′شمالی ۱۵۲°۴۸′شرقی / ۶۳٫۶°شمالی ۱۵۲٫۸°شرقی | ۳۹۰ کیلومتر (۲۴۰ مایل) |                 | [ ۱ ]    |
| ۲۱ اکتبر ۶۱۲   | ۱۸:۱۸:۰۹             | ۴۳         | حلقه‌ای | ۰٫۹۳۲۲ | 05 دقیقه و 50 ثانیه | ۶۰°۰۶′جنوبی ۴۶°۵۴′غربی / ۶۰٫۱°جنوبی ۴۶٫۹°غربی   | ۴۴۳ کیلومتر (۲۷۵ مایل) |                 | [ ۱ ]    |
| ۱۷ آوریل ۶۱۱   | ۲۰:۲۳:۰۷             | ۴۸         | کامل   | ۱٫۰۳۳۶ | 03 دقیقه و 18 ثانیه | ۱۲°۵۴′شمالی ۴۹°۱۲′غربی / ۱۲٫۹°شمالی ۴۹٫۲°غربی   | ۱۱۴ کیلومتر (۷۱ مایل)  |                 | [ ۱ ]    |
| ۱۱ اکتبر ۶۱۱   | ۰۰:۱۵:۵۲             | ۵۳         | حلقه‌ای | ۰٫۹۹۲۵ | 00 دقیقه و 48 ثانیه | ۹°۰۶′جنوبی ۱۰۹°۳۰′غربی / ۹٫۱°جنوبی ۱۰۹٫۵°غربی   | ۲۷ کیلومتر (۱۷ مایل)   |                 | [ ۱ ]    |
| ۷ آوریل ۶۱۰    | ۰۵:۳۹:۰۶             | ۵۸         | حلقه‌ای | ۰٫۹۷۱۵ | 02 دقیقه و 49 ثانیه | ۳۸°۳۶′جنوبی ۱۶۹°۴۲′غربی / ۳۸٫۶°جنوبی ۱۶۹٫۷°غربی | ۱۴۲ کیلومتر (۸۸ مایل)  |                 | [ ۱ ]    |
| ۳۰ سپتامبر ۶۱۰ | ۱۳:۱۰:۰۶             | ۶۳         | کامل   | ۱٫۰۳۹۸ | 03 دقیقه و 16 ثانیه | ۳۵°۳۶′شمالی ۷۲°۳۰′شرقی / ۳۵٫۶°شمالی ۷۲٫۵°شرقی   | ۱۶۷ کیلومتر (۱۰۴ مایل) |                 | [ ۱ ]    |
| ۲۵ فوریه ۶۰۹   | ۱۵:۲۱:۵۱             | ۳۰         | جزئی   | ۰٫۱۹۲۵ | —                   | ۷۰°۴۸′شمالی ۲۱°۱۸′غربی / ۷۰٫۸°شمالی ۲۱٫۳°غربی   | —                      |                 | [ ۱ ]    |
| ۲۶ مارس ۶۰۹    | ۰۷:۵۳:۱۶             | ۶۸         | جزئی   | ۰٫۱۴۶۷ | —                   | ۷۱°۴۸′جنوبی ۱۲۶°۴۲′غربی / ۷۱٫۸°جنوبی ۱۲۶٫۷°غربی | —                      |                 | [ ۱ ]    |
| ۲۰ اوت ۶۰۹     | ۲۰:۰۳:۴۶             | ۳۵         | جزئی   | ۰٫۳۶۹۸ | —                   | ۷۰°۱۲′جنوبی ۸۴°۳۶′غربی / ۷۰٫۲°جنوبی ۸۴٫۶°غربی   | —                      |                 | [ ۱ ]    |
| ۱۹ سپتامبر ۶۰۹ | ۰۵:۱۵:۴۳             | ۷۳         | جزئی   | ۰٫۴۸۳۸ | —                   | ۷۱°۳۶′شمالی ۷۸°۵۴′غربی / ۷۱٫۶°شمالی ۷۸٫۹°غربی   | —                      |                 | [ ۱ ]    |
| ۱۳ فوریه ۶۰۸   | ۱۷:۳۲:۲۵             | ۴۰         | حلقه‌ای | ۰٫۹۶۲۰ | 04 دقیقه و 14 ثانیه | ۲۸°۰۶′شمالی ۱۰°۲۴′غربی / ۲۸٫۱°شمالی ۱۰٫۴°غربی   | ۱۹۱ کیلومتر (۱۱۹ مایل) |                 | [ ۱ ]    |
| ۱۰ اوت ۶۰۸     | ۰۸:۲۸:۲۲             | ۴۵         | حلقه‌ای | ۰٫۹۹۴۰ | 00 دقیقه و 39 ثانیه | ۲۲°۳۶′جنوبی ۱۲۴°۳۰′شرقی / ۲۲٫۶°جنوبی ۱۲۴٫۵°شرقی | ۲۸ کیلومتر (۱۷ مایل)   |                 | [ ۱ ]    |
| ۳ فوریه ۶۰۷    | ۰۲:۴۱:۲۶             | ۵۰         | کامل   | ۱٫۰۱۹۰ | 01 دقیقه و 53 ثانیه | ۲۱°۴۲′جنوبی ۱۳۷°۱۲′غربی / ۲۱٫۷°جنوبی ۱۳۷٫۲°غربی | ۶۵ کیلومتر (۴۰ مایل)   |                 | [ ۱ ]    |
| ۳۰ ژوئیه ۶۰۷   | ۱۳:۵۲:۴۲             | ۵۵         | حلقه‌ای | ۰٫۹۵۳۰ | 05 دقیقه و 46 ثانیه | ۲۵°۵۴′شمالی ۵۱°۰۰′شرقی / ۲۵٫۹°شمالی ۵۱٫۰°شرقی   | ۱۷۲ کیلومتر (۱۰۷ مایل) |                 | [ ۱ ]    |
| ۲۳ ژانویه ۶۰۶  | ۱۷:۲۳:۰۲             | ۶۰         | کامل   | ۱٫۰۴۶۷ | 02 دقیقه و 59 ثانیه | ۶۸°۲۴′جنوبی ۱۲°۵۴′شرقی / ۶۸٫۴°جنوبی ۱۲٫۹°شرقی   | ۲۳۲ کیلومتر (۱۴۴ مایل) |                 | [ ۱ ]    |
| ۱۹ ژوئیه ۶۰۶   | ۱۴:۱۹:۵۵             | ۶۵         | حلقه‌ای | ۰٫۹۳۸۳ | 04 دقیقه و 40 ثانیه | ۷۹°۵۴′شمالی ۵۳°۳۶′شرقی / ۷۹٫۹°شمالی ۵۳٫۶°شرقی   | ۴۲۸ کیلومتر (۲۶۶ مایل) |                 | [ ۱ ]    |
| ۱۴ دسامبر ۶۰۶  | ۲۱:۴۷:۴۶             | ۳۲         | جزئی   | ۰٫۴۴۳۷ | —                   | ۶۴°۲۴′شمالی ۴۲°۲۴′غربی / ۶۴٫۴°شمالی ۴۲٫۴°غربی   | —                      |                 | [ ۱ ]    |
| ۱۳ ژانویه ۶۰۵  | ۰۹:۱۶:۴۲             | ۷۰         | جزئی   | ۰٫۲۲۲۳ | —                   | ۶۷°۱۲′جنوبی ۶۲°۴۸′غربی / ۶۷٫۲°جنوبی ۶۲٫۸°غربی   | —                      |                 | [ ۱ ]    |
| ۸ ژوئن ۶۰۵     | ۰۵:۴۵:۲۳             | ۳۷         | جزئی   | ۰٫۷۰۲۶ | —                   | ۶۳°۴۸′جنوبی ۱۵۶°۳۰′غربی / ۶۳٫۸°جنوبی ۱۵۶٫۵°غربی | —                      |                 | [ ۱ ]    |
| ۷ ژوئیه ۶۰۵    | ۱۷:۰۲:۱۰             | ۷۵         | جزئی   | ۰٫۰۰۶۶ | —                   | ۶۶°۲۴′شمالی ۱۷۲°۴۲′غربی / ۶۶٫۴°شمالی ۱۷۲٫۷°غربی | —                      |                 | [ ۱ ]    |
| ۳ دسامبر ۶۰۵   | ۰۶:۳۸:۵۵             | ۴۲         | حلقه‌ای | ۰٫۹۵۰۴ | 05 دقیقه و 51 ثانیه | ۱۸°۳۰′شمالی ۱۶۷°۴۲′شرقی / ۱۸٫۵°شمالی ۱۶۷٫۷°شرقی | ۲۴۰ کیلومتر (۱۵۰ مایل) |                 | [ ۱ ]    |
| ۲۸ مه ۶۰۴      | ۱۹:۰۰:۴۴             | ۴۷         | کامل   | ۱٫۰۶۳۷ | 05 دقیقه و 54 ثانیه | ۰°۴۲′شمالی ۲۳°۱۲′غربی / ۰٫۷°شمالی ۲۳٫۲°غربی     | ۲۲۲ کیلومتر (۱۳۸ مایل) |                 | [ ۱ ]    |
| ۲۲ نوامبر ۶۰۴  | ۰۸:۱۴:۳۰             | ۵۲         | حلقه‌ای | ۰٫۹۱۸۸ | 10 دقیقه و 06 ثانیه | ۲۰°۱۲′جنوبی ۱۳۱°۲۴′شرقی / ۲۰٫۲°جنوبی ۱۳۱٫۴°شرقی | ۳۰۸ کیلومتر (۱۹۱ مایل) |                 | [ ۱ ]    |
| ۱۸ مه ۶۰۳      | ۱۲:۰۴:۲۵             | ۵۷         | کامل   | ۱٫۰۷۹۷ | 05 دقیقه و 52 ثانیه | ۳۹°۱۸′شمالی ۶۳°۴۸′شرقی / ۳۹٫۳°شمالی ۶۳٫۸°شرقی   | ۲۷۹ کیلومتر (۱۷۳ مایل) |                 | [ ۱ ]    |
| ۱۱ نوامبر ۶۰۳  | ۰۷:۱۹:۱۳             | ۶۲         | حلقه‌ای | ۰٫۹۲۳۵ | 06 دقیقه و 47 ثانیه | ۵۴°۰۶′جنوبی ۱۱۶°۴۸′شرقی / ۵۴٫۱°جنوبی ۱۱۶٫۸°شرقی | ۳۹۵ کیلومتر (۲۴۵ مایل) |                 | [ ۱ ]    |
| ۸ آوریل ۶۰۲    | ۱۹:۱۲:۰۵             | ۲۹         | جزئی   | ۰٫۱۷۳۷ | —                   | ۶۰°۴۸′جنوبی ۵۲°۱۸′شرقی / ۶۰٫۸°جنوبی ۵۲٫۳°شرقی   | —                      |                 | [ ۱ ]    |
| ۸ مه ۶۰۲       | ۰۴:۱۸:۴۲             | ۶۷         | جزئی   | ۰٫۷۰۰۰ | —                   | ۶۱°۴۸′شمالی ۷۲°۰۰′شرقی / ۶۱٫۸°شمالی ۷۲٫۰°شرقی   | —                      |                 | [ ۱ ]    |
| ۱ اکتبر ۶۰۲    | ۲۲:۰۸:۳۸             | ۳۴         | جزئی   | ۰٫۱۴۸۹ | —                   | ۶۰°۴۸′شمالی ۱۲°۴۲′شرقی / ۶۰٫۸°شمالی ۱۲٫۷°شرقی   | —                      |                 | [ ۱ ]    |
| ۳۱ اکتبر ۶۰۲   | ۱۱:۲۳:۴۷             | ۷۲         | جزئی   | ۰٫۳۸۴۰ | —                   | ۶۱°۱۸′جنوبی ۲۹°۱۸′غربی / ۶۱٫۳°جنوبی ۲۹٫۳°غربی   | —                      |                 | [ ۱ ]    |
| ۲۸ مارس ۶۰۱    | ۰۲:۱۸:۱۶             | ۳۹         | حلقه‌ای | ۰٫۹۵۵۹ | 04 دقیقه و 02 ثانیه | ۴۰°۳۶′جنوبی ۱۰۶°۱۲′غربی / ۴۰٫۶°جنوبی ۱۰۶٫۲°غربی | ۲۳۵ کیلومتر (۱۴۶ مایل) |                 | [ ۱ ]    |
| ۲۰ سپتامبر ۶۰۱ | ۱۲:۳۰:۳۱             | ۴۴         | کامل   | ۱٫۰۴۷۸ | 03 دقیقه و 21 ثانیه | ۴۳°۱۸′شمالی ۹۸°۱۲′شرقی / ۴۳٫۳°شمالی ۹۸٫۲°شرقی   | ۲۲۹ کیلومتر (۱۴۲ مایل) |                 | [ ۱ ]    |